# 俄羅斯入侵烏克蘭時間軸 (2025年1月)

俄羅斯入侵烏克蘭的動態地圖（參見可交互的俄烏戰爭詳細地圖）

本條目主要列出俄羅斯入侵烏克蘭在2025年1月的過程。

## 1月1日
烏克蘭空軍表示，俄羅斯在除夕夜至元旦日凌晨期間，對烏克蘭發動大規模無人機襲擊，俄軍從濱海阿赫塔爾斯克、俄佔克里米亞、布良斯克和奧廖爾發射111架見證者-136無人機和不明型號無人機，防空系統在切爾尼戈夫、切爾卡瑟、赫梅利尼茨基、基洛夫格勒、尼古拉耶夫、哈爾科夫、基輔、第聶伯羅彼得羅夫斯克、波爾塔瓦、日托米爾、蘇梅和扎波羅熱等州份擊落63架無人機。另有46架無人機因電子戰措施，未能擊中目標。烏克蘭國家緊急情況服務局表示，俄羅斯上午對基輔發動無人機襲擊，墜落的碎片損壞烏克蘭國家銀行主樓和附近公寓，導致著名神經生物學家伊霍爾·齊馬和生物科學博士奧萊西亞·索庫爾夫婦死亡，6名平民受傷，包括2名孕婦。
烏克蘭武裝部隊總參謀部表示，自全面入侵以來，俄羅斯在烏克蘭損失790,800名士兵，過去一天俄軍有1,250人傷亡，累計損失9,672輛戰車、20,043輛裝甲戰鬥車輛、32,675輛車輛和油箱、21,532門火砲系統、1,256套多管火箭系統、1,032套防空系統、369架飛機、330架直升機、21,131架無人機、3,003枚巡弋飛彈、28艘船隻和1艘潛艦等。烏克蘭武裝部隊總司令瑟爾斯基表示，自烏克蘭在俄羅斯庫爾斯克州展開行動以來，俄軍已經損失3萬8千多名士兵和1千多件裝備。烏克蘭海軍表示，去年共摧毀5艘俄羅斯軍艦和458艘水面船隻，擊落超過3萬7千架俄羅斯無人機。
烏克蘭總統澤倫斯基表示，25年前在普京掌權時，每年透過烏克蘭向歐洲運送的天然氣量超過1300億立方米，如今俄羅斯天然氣的過境量為0，形容是莫斯科最大的失敗之一。大多數歐洲國家已經減少依賴俄羅斯的天然氣運輸，盟友現在的共同任務是支援依賴俄羅斯供應的摩爾多瓦進行能源轉型。認為美國天然氣供應和其他合作伙伴將使能源市場價格更加有利。烏克蘭能源部表示，在基輔時間上午7時，出於對國家安全利益考慮，烏克蘭正式停止俄羅斯天然氣過境輸送，已向國際夥伴發出正式通知。能源部長加盧先科表示，這是一個歷史性事件，俄羅斯正在失去市場，並將遭受金融損失。烏克蘭天然氣運輸系統運營商數據顯示，當日通過烏克蘭輸送俄羅斯天然氣的流量為零。俄羅斯天然氣工業股份公司發表聲明，稱因過境協議到期，自莫斯科時間上午8時起終止過境烏克蘭向歐洲輸送天然氣，指出由於烏克蘭多次明確拒絕續簽俄羅斯天然氣過境烏克蘭輸往歐洲的協議，在法律和技術層面已不能繼續經烏克蘭向歐洲輸送天然氣，俄羅斯將繼續透過橫跨黑海的管道向匈牙利、土耳其和塞爾維亞輸送天然氣。
國際刑事法院發言人阿卜杜拉表示，烏克蘭正式成為國際刑事法院「羅馬規約」的締約國，擁有分配給締約國的所有權利和義務，包括批准預算、通過對「羅馬規約」進行修改和修訂，以及選擇法官和檢察官時的投票權。

## 1月2日
烏克蘭地方政府表示，截至02日上午9時，俄羅斯在過去24小時內襲擊赫爾松、蘇梅、尼古拉耶夫、第聶伯羅彼得羅夫斯克、頓涅茨克、盧甘斯克、哈爾科夫和切爾尼戈夫等地，至少造成4名平民死亡，6名平民受傷。烏克蘭扎波羅熱州表示，俄軍對斯泰普諾希爾斯克發動襲擊，至少造成1名平民死亡。
烏克蘭武裝部隊總參謀部表示，自全面入侵以來，俄羅斯在烏克蘭損失792,170名士兵，過去一天俄軍有1,370人傷亡，累計損失9,676輛戰車、20,056輛裝甲戰鬥車輛、32,729輛車輛和油箱、21,552門火砲系統、1,256套多管火箭系統、1,032套防空系統、369架飛機、330架直升機、21,200架無人機、3,003枚巡弋飛彈、28艘船隻和1艘潛艦等。總參謀部表示，烏軍對位於俄羅斯庫爾斯克州馬裡尼諾的俄軍第810旅指揮所進行精確打擊，造成重大損失。
俄羅斯國防部表示，在過去一天俄軍擊落6枚美製海馬斯多管火箭炮彈和97架無人機。
俄羅斯國防部表示，俄軍航空兵、無人機、導彈部隊和炮兵摧毀146個有生力量和烏軍裝備聚集區，包括擊落1架烏克蘭蘇-27戰機。
烏克蘭總統澤倫斯基接受採訪時表示，在戒嚴令下，法律規定不能舉行總統和國會選舉，民選官員將繼續合法履行職務，直至下屆選舉為止，烏克蘭設法結束戰爭的激烈階段，維持一支強大的軍隊，並確保強而有力的安全保證後，便可以解除戒嚴令，國會亦可以確定選舉日期，認為在戒嚴令結束後，沒有必要等待數年才舉行選舉。當被問及如果俄羅斯將立即選舉作為和平談判的條件，烏克蘭是否準備妥協時，澤倫斯基駁回相關想法，強調不會代表普京違反烏克蘭法律，普京侵犯所有的法律、主權和領土完整，並正在尋找任何可能的藉口來避免與自己直接談判。並指出烏克蘭在俄羅斯庫爾斯克地區的行動，在任何談判中都是非常強大的王牌，並影響了不少國家，特別是全球南方國家對俄羅斯十分強大的思想，同時形容俄羅斯在庫爾斯克地區部署北韓士兵是一個戰術錯誤，完全不利俄羅斯的行動。
烏克蘭國防部部長烏梅羅夫表示，國防部主要監察局將對地面部隊司令部進行全面審查，勝利需要對過去經驗的深入分析，以及對錯誤的誠實理解，並強調改革的戰略重要性。
烏克蘭對外情報局表示，截至2024年11月，俄羅斯已招募14至18萬名囚犯，參與對烏克蘭的全面戰爭，目前俄羅斯監獄中約有30至35萬名囚犯，是2014年的一半，主要原因是不少囚犯參與俄烏戰爭。
烏克蘭國家調查局表示，已對在法國訓練的第155“基辅的安妮”机械化旅疑似逃兵和濫用職權行為啟動調查。較早前有媒體調查報道，由於烏克蘭方面的指揮和組織不力，該部隊士兵組織混亂，大約50人在法國叛逃。
斯洛伐克總理菲科表示，雖然烏克蘭決定終止俄羅斯透過其領土向歐洲供應天然氣的協議，不會令斯洛伐克面臨能源短缺，但每年會損失5.13億美元的運輸收入，為了回應烏克蘭相關決定，準備透過與歐盟進行談判並達成一致，以切斷電力供應，並大幅減少對留在 斯洛伐克境內烏克蘭難民的支援。

## 1月3日
烏克蘭地方政府表示，截至03日上午9時，俄羅斯在過去24小時內襲擊赫爾松、蘇梅、尼古拉耶夫、第聶伯羅彼得羅夫斯克、頓涅茨克、盧甘斯克、哈爾科夫和切爾尼戈夫等地，至少造成2名平民死亡，13名平民受傷。烏克蘭空軍表示，俄羅斯午夜至凌晨期間，對烏克蘭發動大規模無人機襲擊，俄軍從米列羅沃區、布良斯克和奧廖爾發射93架見證者-136無人機和不明型號無人機，防空系統在切爾尼戈夫、切爾卡瑟、哈爾科夫、基輔、第聶伯羅彼得羅夫斯克、波爾塔瓦、日托米爾、蘇梅和頓涅茨克等地區擊落60架無人機。另有26架無人機因電子戰措施，未能擊中目標。基輔軍事管理局表示，俄羅斯清晨襲擊基輔期間，至少造成2名平民死亡，2名平民受傷，包括1名16歲青少年。切爾尼戈夫州州長表示，俄羅斯對切爾尼戈夫市郊區發動彈道導彈襲擊，造成教育家兼語言學家奧列克西·哈利翁卡死亡，4名平民受傷。 
烏克蘭武裝部隊總參謀部表示，自全面入侵以來，俄羅斯在烏克蘭損失793,250名士兵，過去一天俄軍有1,080人傷亡，累計損失9,677輛戰車、20,070輛裝甲戰鬥車輛、32,770輛車輛和油箱、21,555門火砲系統、1,257套多管火箭系統、1,032套防空系統、369架飛機、330架直升機、21,249架無人機、3,003枚巡弋飛彈、28艘船隻和1艘潛艦等。烏克蘭托雷茨克前線部隊指揮官表示，俄軍正在偽裝成平民，繞過頓涅茨克州前線托雷茨克地區的烏克蘭軍事陣地。
烏克蘭總統澤連斯基表示，在2025年首三日俄羅斯已經向烏克蘭的城市發射300多架無人機和20多枚導彈，包括彈道導彈，並且每天用制導空中炸彈襲擊靠近前線的定居點，呼籲盟友協助補充防空導彈庫存。
烏克蘭總理什梅加爾表示，烏克蘭計劃在2025年籌集超過10億美元，發展丹麥模式計劃，為烏克蘭國防生產提供資金，並計劃明年將國內國防生產能力擴大到300億美元。
俄羅斯莫斯科法院下令，由於受到烏克蘭無人機襲擊的威脅，要求俄羅斯搜尋引擎Yandex從線上地圖中刪除俄羅斯其中一個地區的煉油廠照片，並必須排除對煉油廠基礎設施的資訊訪問，裁定煉油廠地圖和照片的開放訪問破壞國家的防禦能力，並對俄軍產生負面影響。
烏克蘭海軍總司令涅伊日帕帕表示，烏克蘭海軍於2024年為9,061艘民用船隻透過海上走廊提供便利，4,651艘船抵達烏克蘭，而4,410艘船離開其他港口，出口超過7,440萬噸的貨物，包括農產品。烏克蘭農業部表示，烏克蘭的農產品出口在2024年達到245億美元，佔出口總額的59%，大幅復甦，並接近戰前的水平，創下僅次於2021年277億美元的第二高記錄。
烏克蘭戰俘待遇協調總部表示，協助尋找失蹤俄羅斯士兵的專案「我想找到」，已收到俄羅斯士兵親屬的5萬項請求，批評俄羅斯在追尋或識別失蹤人員方面缺乏努力，不少人仍然散落在烏克蘭的田野上，其遺體被流浪動物帶走，而俄羅斯官方並沒有興趣識別它們。
俄羅斯駐聯合國大使涅邊賈表示，美國總統當選人特朗普團隊沒有向莫斯科提出任何關於結束烏克蘭戰爭的「有趣」宣告，對於美國傳媒聲稱，特朗普團隊提議將烏克蘭加入北約至少推遲20年的計劃，以換取西方繼續供應武器和部署歐洲維和人員監測停火的想法是未形成、模糊的訊號，並重申莫斯科反對凍結衝突的立場。另外聲稱收到來自烏克蘭尋求協議的聲音。
烏克蘭最大鋼鐵製造商「Metinvest」表示，公司正為烏克蘭擁有的美製愛國者防空系統設計和生產鋼鐵外殼，保護系統免受襲擊破壞，並且不影響日常運作。
斯洛伐克國營電網營運商「SEPS」表示，雖然斯洛伐克總理菲科表明考慮終止向烏克蘭提供電力供應，但作為緊急援助合同的一部份，將繼續向烏克蘭供電。
波蘭外國人事務總署表示，近期出現假冒總署向在波蘭的烏克蘭公民發送信件，內容呼籲烏克蘭公民服兵役，威脅要承擔法律責任和引渡，呼籲相關人士切勿相信。烏克蘭駐波蘭大使館亦否認發信。
烏克蘭基輔國際社會學研究所公布民意調查顯示，38%受訪烏克蘭人願意在保持獨立的同時放棄一些領土，以便儘快結束與俄羅斯的戰爭。

## 1月4日

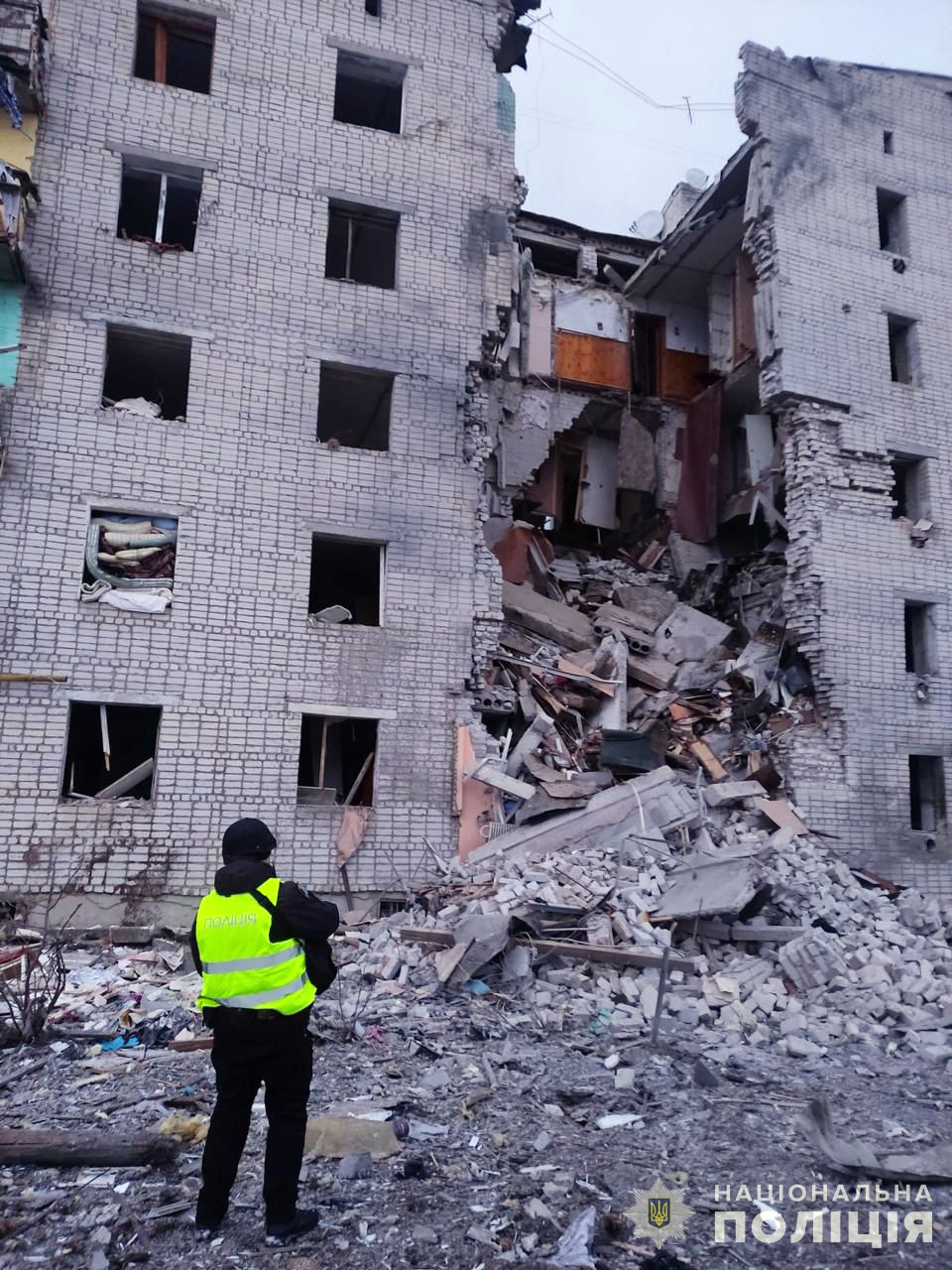
俄羅斯襲擊蘇梅州斯韋薩後

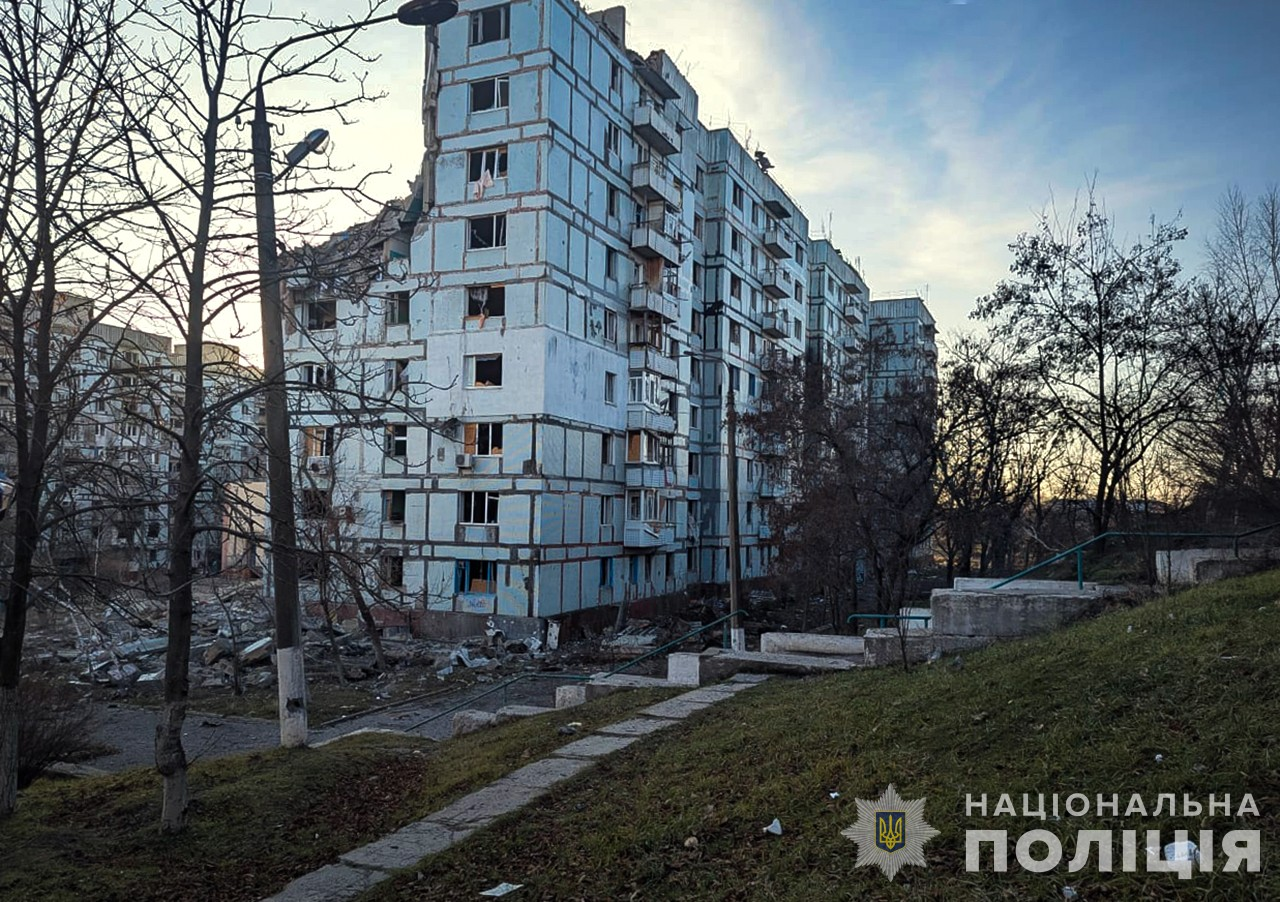
俄羅斯襲擊扎波羅熱後

烏克蘭地方政府表示，截至04日上午9時，俄羅斯在過去24小時內襲擊赫爾松、蘇梅、尼古拉耶夫、第聶伯羅彼得羅夫斯克、頓涅茨克、盧甘斯克、哈爾科夫和切爾尼戈夫等地，至少造成2名平民死亡，21名平民受傷。烏克蘭空軍表示，俄羅斯午夜至凌晨期間，對烏克蘭發動大規模無人機襲擊，俄軍從濱海阿赫塔爾斯克、庫爾斯克、布良斯克和奧廖爾發射81架見證者-136無人機和不明型號無人機，防空系統在敖德薩、尼古拉耶夫、基洛夫格勒、切爾尼戈夫、切爾卡瑟、哈爾科夫、基輔、第聶伯羅彼得羅夫斯克、波爾塔瓦、日托米爾、蘇梅和頓涅茨克等地區擊落34架無人機。另有47架無人機因電子戰措施，未能擊中目標。烏克蘭地區警察表示，俄羅斯襲擊蘇梅州斯韋薩一棟多層住宅，至少造成10名平民受傷，包括2名兒童。
烏克蘭武裝部隊總參謀部表示，自全面入侵以來，俄羅斯在烏克蘭損失794,760名士兵，過去一天俄軍有1,510人傷亡，累計損失9,679輛戰車、20,093輛裝甲戰鬥車輛、32,843輛車輛和油箱、21,578門火砲系統、1,257套多管火箭系統、1,032套防空系統、369架飛機、331架直升機、21,356架無人機、3,006枚巡弋飛彈、28艘船隻和1艘潛艦等。烏克蘭國防部情報總局表示，曾參與2023年赫羅札導彈襲擊的俄羅斯西部軍區第112火箭旅指揮官康斯坦丁·納加伊科，在俄羅斯舒亞遭遇爆炸襲擊情況危殆。
俄羅斯國防部表示，在過去24小時內，防空系統擊落8枚陸軍戰術導彈和72架無人機。俄羅斯國營通訊社「俄羅斯新聞社」報道，烏軍使用無人機襲擊俄佔頓涅茨克霍爾利夫卡市，至少造成2名記者死亡，5人受傷。
俄羅斯列寧格勒州州長表示，午夜至凌晨期間，防空系統在距離烏克蘭邊境1,500公里的俄羅斯最大商業港口烏斯特魯戈港擊落4架無人機。烏克蘭傳媒「基輔獨立報」6日引述烏克蘭情報部門消息報道，烏克蘭國家安全局無人機襲擊該港口。
俄羅斯國防部表示，西部集團軍部隊已經控制盧甘斯克地區納迪亞村。俄軍航空兵、無人機、導彈部隊和炮兵摧毀132個有生力量和烏軍裝備聚集區。自特別軍事行動開始以來，俄軍共摧毀烏軍651架飛機、283架直升機、39,279架無人機、590個防空系統、20,221輛坦克和裝甲車、1,506個多管火箭發射系統、20,186門火炮和迫擊炮、29,857輛特種軍用車輛。
烏克蘭總統澤連斯基表示，近期在俄羅斯庫爾斯克地區的衝突中，俄羅斯和北韓軍隊損失慘重，在馬赫諾夫卡附近的戰鬥中，俄軍損失一個由北韓步兵和俄羅斯傘兵組成的營。

## 1月5日
烏克蘭地方政府表示，截至05日上午9時，俄羅斯在過去24小時內襲擊赫爾松、蘇梅、尼古拉耶夫、第聶伯羅彼得羅夫斯克、頓涅茨克、盧甘斯克、哈爾科夫和切爾尼戈夫等地，至少造成1名平民死亡，36名平民受傷。烏克蘭空軍表示，俄羅斯午夜至凌晨期間，對烏克蘭發動大規模無人機襲擊，俄軍從米列羅沃區、布良斯克和奧廖爾發射103架見證者-136無人機和不明型號無人機，防空系統在赫梅利尼茨基、切爾尼戈夫、切爾卡瑟、哈爾科夫、基輔、第聶伯羅彼得羅夫斯克、波爾塔瓦、日托米爾、蘇梅和頓涅茨克等地區擊落61架無人機。另有42架無人機因電子戰措施，未能擊中目標。
烏克蘭武裝部隊總參謀部表示，自全面入侵以來，俄羅斯在烏克蘭損失796,490名士兵，過去一天俄軍有1,730人傷亡，累計損失9,686輛戰車、20,119輛裝甲戰鬥車輛、32,940輛車輛和油箱、21,603門火砲系統、1,257套多管火箭系統、1,032套防空系統、369架飛機、331架直升機、21,447架無人機、3,006枚巡弋飛彈、28艘船隻和1艘潛艦等。烏克蘭國防部情報總局表示，烏克蘭軍方獲得俄羅斯民兵組織「風暴奧塞梯」參謀長謝爾蓋·梅爾尼科夫的行程時間表，在2024年12月29日使用無人機對俄佔扎波羅熱地區梅爾尼科夫的座駕發動襲擊，造成梅爾尼科夫和其司機死亡。
烏克蘭國家安全和國防委員會下屬「反虛假信息中心」主任科瓦連科表示，烏軍向俄羅斯庫爾斯克地區多個方向發動進攻。英國傳媒「每日電訊報」報道，俄羅斯副國防部長尤努斯-別克·葉夫庫羅夫組織俄羅斯在庫爾斯克州的防禦，以抵禦烏克蘭的再次襲擊。
俄羅斯國防部表示，在過去一天俄軍擊落3枚法製鐵錘制導導彈，1枚美製海馬斯多管火箭炮彈和174架無人機。
俄羅斯國防部表示，俄軍航空兵、無人機、導彈部隊和炮兵摧毀137個有生力量和烏軍裝備聚集區，包括擊落1架烏克蘭米格-29戰機。
烏克蘭總統澤連斯基表示，俄軍本週發射630多架攻擊無人機、約740枚制導空中炸彈和近50枚各種型別的導彈攻擊烏克蘭各地城鎮，總共包含5萬多個外國部件，僅在5日午夜至凌晨之間，發射103架見證者-136無人機中，便包含8,755個外國製造的部件。另外，澤連斯基在接受訪問時表示，共有3,800名北韓士兵在俄羅斯庫爾斯克地區死亡或受傷，並預計北韓可能派遣3萬至4萬名士兵。亦表示早前已經向美國總統當選人特朗普提出利用被凍結的3千億美元俄羅斯資產購買美國武器。在2024年2月24日俄羅斯全面入侵烏克蘭後不久，白俄羅斯總統盧卡申科曾致電澤連斯基，就白俄羅斯參與入侵向總統澤連斯基道歉，表示普京下令俄羅斯導彈從白俄羅斯領土上發射，與其無關。而澤連斯基質疑盧卡申科為什麼允許俄羅斯從白俄羅斯領土向烏克蘭發射導彈，形容盧卡申科是「殺人犯」。又指出烏克蘭沒有收到美國在整個全面戰爭中分配給支援烏克蘭的1,770億美元的一半，暗示可能與美國公司的腐敗或遊說有關。目前烏克蘭在與俄羅斯的全面戰爭中擁有98萬名士兵，在除去俄羅斯以外歐洲最大的軍隊。批評過去施壓要求烏克蘭簽署「布達佩斯安全保障備忘錄」的人應該被監禁，自2014年俄羅斯侵略開始以來的幾年中，烏克蘭官員曾三次要求按備忘錄進行協商，有份加入備忘錄的美國、英國、俄羅斯、法國和中國理應派員參與，但烏克蘭的要求從未得到答覆。
烏克蘭武裝部隊總司令瑟爾斯基表示，在2024年12月烏軍使用無人機襲擊5萬4千個俄羅斯目標，共有49%目標被擊中，近期俄軍亦增加使用配備光纖的無人機，以減少受到電子戰的光源。並下令對出現管理不善的第155「基輔的安妮」機械化旅的無人系統部隊增援無人機。
烏茲別克法院判處1名烏茲別克男子涉嫌參與俄羅斯對烏克蘭的戰爭，在頓涅茨克和盧甘斯克地區作戰，直到2023年12月，期間承認殺害10名烏克蘭士兵，並被承諾每月獲得45萬盧布的戰鬥工資，但只收到2次15萬盧布的付款，法院判處該男子監禁4年2個月。

## 1月6日
烏克蘭地方政府表示，截至06日上午9時，俄羅斯在過去24小時內襲擊赫爾松、蘇梅、尼古拉耶夫、第聶伯羅彼得羅夫斯克、頓涅茨克、盧甘斯克、哈爾科夫和切爾尼戈夫等地，至少造成2名平民死亡，21名平民受傷。烏克蘭空軍表示，俄羅斯午夜至凌晨期間，對烏克蘭發動大規模導彈和無人機襲擊，俄軍從發射2枚Kh-59導彈，從布良斯克發射128架見證者-136無人機和不明型號無人機，防空系統在尼古拉耶夫、切爾尼戈夫、切爾卡瑟、哈爾科夫、基輔、第聶伯羅彼得羅夫斯克、波爾塔瓦、日托米爾、蘇梅和基洛夫格勒州等地區擊落79架無人機。另有49架無人機因電子戰措施，未能擊中目標。烏克蘭國家警察表示，俄羅斯無人機襲擊赫爾松市一輛公共汽車，至少造成1名平民死亡，8名平民受傷。
烏克蘭武裝部隊總參謀部表示，自全面入侵以來，俄羅斯在烏克蘭損失798,040名士兵，過去一天俄軍有1,550人傷亡，累計損失9,700輛戰車、20,164輛裝甲戰鬥車輛、33,056輛車輛和油箱、21,665門火砲系統、1,258套多管火箭系統、1,034套防空系統、369架飛機、331架直升機、21,625架無人機、3,006枚巡弋飛彈、28艘船隻和1艘潛艦等。烏克蘭海軍總司令涅伊日帕帕表示，海軍損壞或摧毀2輛俄軍鎧甲-S1導彈系統和1輛SA-8導彈。烏克蘭軍方發言人表示，俄羅斯小型部隊正試圖在頓涅茨克州波克羅夫斯克周圍推進，但該鎮本身目前沒有受到威脅。
俄羅斯國防部表示，南部集團軍部隊已經控制烏克蘭東部頓涅茨克地區重要物流樞紐庫拉霍韋。烏克蘭軍方霍爾蒂恰作戰戰術小組發言人表示，隨著俄羅斯在庫拉霍韋城區向彼得羅巴甫利夫卡和達赫內方向進行攻擊行動，當地的戰鬥仍在繼續。
俄羅斯國防部表示，烏克蘭武裝部隊試圖使用8架無人機襲擊俄佔扎波羅熱核電站和俄佔埃涅爾戈達爾市，所有無人機均已被摧毀，未造成核電站的人員傷亡和損壞，輻射情況正常。
俄羅斯國防部表示，中部集團軍部隊已經控制頓涅茨克地區達琴斯科耶村。
烏克蘭總統澤連斯基表示，俄軍在俄羅斯庫爾斯克地區的五個月戰鬥中遭受重大損失，損失3萬8千名士兵，其中近1萬5千名士兵死亡。
烏克蘭地面部隊司令德拉帕特伊表示，由法國訓練的第155「基輔的安妮」機械化旅內部存在重大挑戰，包括高逃兵率和組織不力，形容是負面的教訓。國際通訊社「法新社」引述不具名法國軍隊官員消息報道，在法國接受軍事訓練期間，第155「基輔的安妮」機械化旅服役的數十名烏克蘭士兵擅自離開軍營。
烏克蘭國家安全局表示，拘留4名聽從俄羅斯特工部門指示的烏克蘭公民，計劃對基輔州一個烏克蘭軍事單位發動大規模恐怖襲擊，當中涉及一名16歲男孩，偽裝成士兵，於2024年12月被指示在軍事設施的入口處放置爆炸物，其餘人士隨後遠端引爆爆炸物，殺死該名男孩及破壞設施，該名男孩並不知道將作為襲擊的一部分被殺。
烏克蘭國會人權監察員盧比內茨表示，俄軍在頓涅茨克州西南部殺害3名烏克蘭戰俘，綑綁士兵雙手，並向其後腦開槍，形容再次目睹俄羅斯真實面貌的暴行。另外，盧比內茨表示，烏克蘭和俄羅斯已達成一項先決協議，全年定期進行戰俘交換，優先考慮重傷者或重病者，其次是被關押時間最長的戰俘，希望俄羅斯能履行其承諾。
烏克蘭國防部表示，已向德國武器製造商「萊茵金屬」訂購18萬發35毫米的獵豹式自行防空炮彈藥。
烏克蘭駐美國大使馬爾卡羅娃表示，美國國會兩黨議員小組提交承認俄羅斯對烏克蘭的戰爭是種族滅絕的決議草案，指控俄軍在俄羅斯政治領導層的指導下對烏克蘭人民採取的系統性行動，符合「防止及懲治危害種族罪公約」規定的多個標準，包括俄軍故意針對平民和民用基礎設施的襲擊、對烏克蘭婦女、男性和兒童的系統性暴力以及將烏克蘭兒童強制驅逐到俄羅斯。
法國總統馬克龍呼籲烏克蘭就領土問題進行現實的討論，以找到解決俄烏衝突的辦法，認為目前戰場上的局勢對烏克蘭不利，並警告不存在快速且很容易的解決方案。同時表示歐洲人應該為烏克蘭建立安全保障，但強調美國應該幫助烏克蘭改變局勢的性質，說服俄羅斯坐到談判桌前。
白俄羅斯總統盧卡申科發言人艾斯蒙特回應烏克蘭總統澤連斯基言論時表示，白俄羅斯總統盧卡申科沒有為白俄羅斯參與俄羅斯全面入侵烏克蘭而向澤連斯基道歉，並指出沒有沒有什麼可道歉的，而盧卡申科得確因兒子尼古拉的情緒反應與澤連斯基通電話，並指出澤連斯基將對人民的死亡負責，敦促與俄羅斯進行談判。另外澤連斯基表示，盧卡申科提議烏克蘭攻擊白俄羅斯莫濟里煉油廠，發言人則表示盧卡申科沒有對這些說法發表評論。
美國國務卿布林肯表示，烏克蘭在俄羅斯庫爾斯克地區的陣地可能可以在與俄羅斯的會談中發揮重要作用。
波蘭外交部部長西科爾斯基表示，歐洲可能很快就會感受到巨大壓力，要求與俄羅斯就其對烏克蘭的戰爭達成某種協議。
歐盟委員會發言人伊特克寧表示，在俄羅斯透過烏克蘭的天然氣過境供應結束後，歐盟能源市場保持穩定，沒有安全供應問題或擔憂。
阿塞拜疆總統阿利耶夫再次批評俄羅斯導致阿塞拜疆航空8243號客機在飛越俄羅斯時在哈薩克墜毀，並造成38人死亡，批評俄羅斯總統普京會見受害者家屬和倖存機組人員時沒有承認責任，指責俄羅斯是罪魁禍首，其機構壓制證據並宣揚事件的荒謬版本，並指責俄羅斯在事件發生前未能關閉格羅茲尼附近的領空，強調其軍事和民航服務之間的協調不力是導致悲劇的因素。

## 1月7日
烏克蘭地方政府表示，截至07日上午9時，俄羅斯在過去24小時內襲擊赫爾松、蘇梅、尼古拉耶夫、第聶伯羅彼得羅夫斯克、頓涅茨克、盧甘斯克、哈爾科夫和切爾尼戈夫等地，至少造成3名平民死亡，23名平民受傷。烏克蘭空軍表示，俄羅斯午夜至凌晨期間，對烏克蘭發動無人機襲擊，俄軍從米列羅沃區、濱海阿赫塔爾斯克和庫爾斯克發射38架見證者-136無人機和不明型號無人機，防空系統在尼古拉耶夫、基洛夫格勒、切爾卡瑟、哈爾科夫、波爾塔瓦、蘇梅和赫爾松等地區擊落28架無人機。另有10架無人機因電子戰措施，未能擊中目標。另有3架無人機飛回俄羅斯。
烏克蘭武裝部隊總參謀部表示，自全面入侵以來，俄羅斯在烏克蘭損失800,010名士兵，過去一天俄軍有1,970人傷亡，累計損失9,710輛戰車、20,189輛裝甲戰鬥車輛、33,226輛車輛和油箱、21,710門火砲系統、1,260套多管火箭系統、1,038套防空系統、369架飛機、331架直升機、21,708架無人機、3,014枚巡弋飛彈、28艘船隻和1艘潛艦等。總參謀部表示，在庫爾斯克地區的敵對行動不斷升級的情況下，烏軍在過去一天中擊退俄軍94次地面襲擊，佔同日近半衝突。其中烏克蘭士兵襲擊俄羅斯庫爾斯克州貝拉亞村附近的俄羅斯第810近衛海軍步兵旅的指揮所。烏克蘭戰略通信和資訊保安中心表示，烏克蘭首次使用海軍無人機發射FPV自殺無人機，摧毀3個俄羅斯防空系統。烏克蘭空軍表示，1架烏克蘭F-16戰機在12月一次任務中首次擊落6枚俄羅斯巡航導彈。烏克蘭軍方霍爾蒂恰作戰戰術小組發言人表示，庫拉霍韋的局勢確實相當困難，該市很大一部分已經被摧毀，烏軍繼續在頓涅茨克州庫拉霍韋西部郊區和當地發電廠駐紮。另外，發言人否認俄羅斯佔領哈爾科夫州洛佐瓦村的報道，直言當地甚至沒有發生任何嚴重衝突。
俄羅斯國防部表示，在過去一天俄軍擊落6枚美製海馬斯多管火箭彈和50架無人機。
俄羅斯國防部表示，俄軍航空兵、無人機、導彈部隊和炮兵摧毀164個有生力量和烏軍裝備聚集區。自特別軍事行動開始以來，俄軍共摧毀烏軍652架飛機、283架直升機、39,618架無人機、590個防空系統、20,280輛坦克和裝甲車、1,507個多管火箭發射系統、20,270門火炮和迫擊炮、29,955輛特種軍用車輛。
匈牙利外交部長西亞爾托表示，烏克蘭停止俄羅斯天然氣過境加劇歐洲的經濟挑戰，導致歐洲市場的天然氣價格上漲20%，已經會見斯洛伐克外交部長布拉納爾，以分析局勢，並強調烏克蘭必須維護其與歐盟的協議，包括維護能源運輸路線的承諾。
烏克蘭基輔國際社會學研究所公布民意調查顯示，52%受訪烏克蘭人信任烏克蘭總統澤連斯基，比2024年10月下降7個百分點，比2月下降12個百分點。

## 1月8日
烏克蘭地方政府表示，截至08日上午9時，俄羅斯在過去24小時內襲擊赫爾松、蘇梅、尼古拉耶夫、第聶伯羅彼得羅夫斯克、頓涅茨克、盧甘斯克、哈爾科夫和切爾尼戈夫等地，至少造成2名平民死亡，13名平民受傷。烏克蘭空軍表示，俄羅斯午夜至凌晨期間，對烏克蘭發動無人機襲擊，俄軍從奧廖爾、布良斯克、濱海阿赫塔爾斯克和庫爾斯克發射64架見證者-136無人機和不明型號無人機，防空系統在尼古拉耶夫、基洛夫格勒、切爾卡瑟、哈爾科夫、波爾塔瓦、蘇梅、切爾尼戈夫、日托米爾、第聶伯羅彼得羅夫斯克等地區擊落41架無人機。另有22架無人機因電子戰措施，未能擊中目標。扎波羅熱州州長表示，俄軍使用KAB制導炸彈對扎波羅熱一個工業設施發動襲擊，炸彈在基礎設施行政大樓和道路之間的人群中爆炸，至少造成13名平民死亡，122名平民受傷，包括1名兒童。
烏克蘭武裝部隊總參謀部表示，自全面入侵以來，俄羅斯在烏克蘭損失801,670名士兵，過去一天俄軍有1,660人傷亡，累計損失9,714輛戰車、20,205輛裝甲戰鬥車輛、33,307輛車輛和油箱、21,729門火砲系統、1,260套多管火箭系統、1,038套防空系統、369架飛機、331架直升機、21,727架無人機、3,014枚巡弋飛彈、28艘船隻和1艘潛艦等。總參謀部表示，烏軍對俄佔頓涅茨克地區哈爾茨克的俄羅斯第8聯合武器軍指揮所進行精確打擊。
俄羅斯國防部表示，在過去一天俄軍擊落6枚美製海馬斯多管火箭彈和105架無人機。
俄羅斯薩拉託夫州州長表示，上午5時30分左右，烏克蘭時無人機對該市進行大規模襲擊，無人機碎片擊中一個未指明的工業設施，一個石油倉庫起火。烏克蘭武裝部隊總參謀部表示，烏軍情報部門、無人系統部隊和其他單位聯合開展行動，襲擊薩拉託夫州向附近恩格斯-2空軍基地提供燃料的克里斯塔爾石油工廠。
俄羅斯國防部表示，俄軍航空兵、無人機、導彈部隊和炮兵摧毀147個有生力量和烏軍裝備聚集區。自特別軍事行動開始以來，俄軍共摧毀烏軍652架飛機、283架直升機、39,723架無人機、590個防空系統、20,290輛坦克和裝甲車、1,507個多管火箭發射系統、20,284門火炮和迫擊炮、29,983輛特種軍用車輛。
烏克蘭地面部隊司令德拉帕特伊表示，已向烏克蘭總統澤連斯基報告法國訓練的第155「基輔的安妮」機械化旅內部重大挑戰，並提出解決方案。
烏克蘭新設民族團結部部長切爾尼紹夫表示，由於烏克蘭目前缺乏專業人士，政府已準備好在國防企業為海外公民提供就業機會，並免除其動員徵兵，政府將計劃建立中心，幫助海外公民在烏克蘭和目前居住的國家尋找相關工作。
烏克蘭國會在野黨「歐洲團結」議員向議會提出法案，禁止在戒嚴期間俄羅斯石油和天然氣透過烏克蘭領土過境，針對烏克蘭繼續透過德魯日巴管道運送的俄羅斯石油過境，相關協議履行有效期至2029年底。匈牙利外交部長西亞爾托表示，譴責相關法案　形容措施不可接受，強調匈牙利將會阻止烏克蘭加入歐盟。
美國候任總統特朗普表示，同情俄羅斯的立場，認為烏克蘭不應成為北約成員，並對無法在就職前與俄羅斯總統普京會面感到可惜。特朗普表示，希望能在六個月內解決俄烏戰爭，認為俄羅斯及烏克蘭因戰爭而失去很多年輕人，戰爭本來就不應該開始，即將卸任的拜登應該為此負責，因拜登改變美國對烏克蘭加入北約的立場。烏克蘭總統澤連斯基回應時表示，呼籲謹慎解釋美國政策，缺乏北約成員資格和具體的安全保障促成俄羅斯決定發動全面入侵，普京意識到沒有人會為烏克蘭挺身而出，以為可以摧毀烏克蘭，但烏克蘭軍隊證明他錯了。
美國候任總統特朗普提名的烏克蘭和俄羅斯事務特使凱洛格將軍表示，特朗普期望在上任後100天內結束俄羅斯對烏克蘭的戰爭。
美國駐聯合國副大使席亞表示，北韓正在從與俄羅斯一同對抗烏克蘭的戰事中受益，獲取的經驗將使平壤更有能力對鄰國發動戰爭，目前有1萬2千多名北韓士兵在俄羅斯，並於上個月開始在庫爾斯克地區與烏軍交戰。
芬蘭外交部長瓦爾通寧表示，加入北約是烏克蘭唯一可靠的長期保障，以抵禦俄羅斯未來的侵略。

## 1月9日
烏克蘭地方政府表示，截至09日上午9時，俄羅斯在過去24小時內襲擊赫爾松、蘇梅、尼古拉耶夫、第聶伯羅彼得羅夫斯克、頓涅茨克、盧甘斯克、哈爾科夫和切爾尼戈夫等地，至少造成19名平民死亡，132名平民受傷。烏克蘭空軍表示，俄羅斯午夜至凌晨期間，對烏克蘭發動無人機襲擊，俄軍從米列羅沃區、奧廖爾、布良斯克、濱海阿赫塔爾斯克和庫爾斯克發射70架見證者-136無人機和不明型號無人機，防空系統在尼古拉耶夫、基輔、切爾卡瑟、哈爾科夫、波爾塔瓦、蘇梅、切爾尼戈夫、赫爾松、第聶伯羅彼得羅夫斯克等地區擊落46架無人機。另有24架無人機因電子戰措施，未能擊中目標。赫爾松州州長表示，俄軍向赫爾松市投下制導式空中炸彈，一間幼兒園受損，至少造成6名平民受傷。
烏克蘭武裝部隊總參謀部表示，自全面入侵以來，俄羅斯在烏克蘭損失803,100名士兵，過去一天俄軍有1,430人傷亡，累計損失9,731輛戰車、20,221輛裝甲戰鬥車輛、33,387輛車輛和油箱、21,765門火砲系統、1,260套多管火箭系統、1,038套防空系統、369架飛機、331架直升機、21,813架無人機、3,014枚巡弋飛彈、28艘船隻和1艘潛艦等。哈爾科夫州庫皮揚斯克軍事管理局表示，由於俄軍持續攻擊，目前距離烏克蘭東北部關鍵城鎮庫皮揚斯克郊區只有2公里，俄軍正試圖到達主要的斯托瓦斯-庫皮揚斯克高速公路，以進入該鎮的東部，形容情況非常困難。烏克蘭第47機械化旅表示，與其他部隊一同擊退俄羅斯在庫爾斯克州的大規模攻擊，並發布交戰片段，顯示俄軍襲擊涉及約50輛車，包括坦克、步兵戰車、裝甲運兵車和越野車等，最初試圖進入烏克蘭陣地，並分六波進攻，部署大量士兵，共有45名俄軍士兵陣亡，53人受傷。
俄羅斯國防部表示，在過去一天俄軍擊落1枚法製鐵錘航空制導炸彈、14枚美製海馬斯多管火箭彈和71架無人機。
俄羅斯國防部表示，過去一天，烏軍在特別軍事行動中損失1,480名軍人。俄軍航空兵、無人機、導彈部隊和炮兵摧毀163個有生力量和烏軍裝備聚集區。自特別軍事行動開始以來，俄軍共摧毀烏軍652架飛機、283架直升機、39,794架無人機、590個防空系統、20,307輛坦克和裝甲車、1,507個多管火箭發射系統、20,352門火炮和迫擊炮、30,012輛特種軍用車輛。
烏克蘭總統澤連斯基扺達德國拉姆施泰因空軍基地出席第25次烏克蘭國防小姐並表示，呼籲即將上台的特朗普政府不要放棄烏克蘭，已經走了很長的路，如果現時放棄，不繼續已建立的防衛聯盟將是瘋狂，無論世界如何發展，所有人都不希望烏克蘭從地圖上消失。烏克蘭正在與美國談判，以獲得在烏克蘭製造美國研發的防空系統和導彈許可證。北韓在庫爾斯克地區損失4千名士兵，形容北韓不會重視其人民，只是希望獲取現代戰爭的經驗。美國國防部長奧斯汀表示，向烏克蘭提供新一批5億美元援助計劃，包括防空導彈、彈藥和F-16戰機裝備。預計將是拜登政府在特朗普1月20日上任之前提供的最後一次國防援助計劃。自2022年全面入侵烏克蘭以來，俄羅斯已遭受70多萬人的傷亡，比第二次世界大戰以來俄羅斯所有衝突加起來還要多，死傷人數超過俄軍戰前兵力的三分之二，反映普京所謂的「特別軍事行動」付出沉重代價，甚至將北韓軍隊趕入一場不屬於他們的戰爭，形容是普京日益絕望的明顯跡象。歐盟外交與安全政策高級代表卡拉斯表示，如果美國對烏克蘭的支援減弱，歐盟準備在支援烏克蘭方面發揮主導作用。加拿大國防部長布萊爾表示，加拿大已承諾向烏克蘭提供3.05億美元的額外軍事援助。
烏克蘭總統澤連斯基會見北約秘書長呂特，討論加強烏克蘭的防空和獲得西方資金用於武器生產。
烏克蘭國防部長烏梅羅夫與挪威國防部長會面後表示，挪威已撥款21億美元用於2025年向烏克蘭提供軍事援助。
烏克蘭國家安全局表示，拘留1名逃兵及其妻子涉嫌被俄羅斯情報部門招募，在2024年12月14日在第聶伯羅市一個徵兵辦公室放置炸彈，至少造成1死4傷，被指控犯下恐怖主義罪。
烏克蘭國防部表示，丹麥和挪威將在2025年投資1.83億美元從烏克蘭武器製造商中為烏克蘭購買武器。
美國候任總統特朗普表示，正安排與俄羅斯總統普京的會晤，形容對方公開表示想見面，雙方均希望結束戰爭。
斯洛伐克總理菲科表示，斯洛伐克可能停止對烏克蘭的人道主義援助，削減或取消對烏克蘭難民的社會福利，並停止向烏克蘭供應緊急電力，並利用斯洛伐克對歐盟決定的否決權作為對抗基輔的工具，回應烏克蘭拒絕延長俄羅斯天然氣過境協議。
英國傳媒「金融時報」引述美國候任總統特朗普團隊消息報道，特朗普修改其競選承諾，由原本在24小時內結束烏克蘭戰爭，改為在幾個月內結束戰爭，強調在特朗普1月20日就職典禮後，美國對烏克蘭的援助將繼續存在，特朗普團隊謹慎地避免與總統拜登從阿富汗的混亂撤軍進行比較，不希望在烏克蘭看到這種情況重現。
德國傳媒「明鏡週刊」引述不具名德國政府消息報道，德國聯合政府內的外交部長貝爾柏克和國防部長皮斯托里烏斯提出向烏克蘭提供價值30.9億美元的額外軍事援助計劃，包括3套Iris-T防空炮臺、10門榴彈炮和更多的炮彈。但遭到總理朔爾茨阻止，認為現有分配的41億美元，以及由七國集團凍結的俄羅斯資產利潤提供的500億美元貸款資金已經足夠。

## 1月10日
烏克蘭地方政府表示，截至10日上午9時，俄羅斯在過去24小時內襲擊赫爾松、蘇梅、尼古拉耶夫、第聶伯羅彼得羅夫斯克、頓涅茨克、盧甘斯克、哈爾科夫和切爾尼戈夫等地，至少造成3名平民死亡，19名平民受傷。烏克蘭空軍表示，俄羅斯午夜至凌晨期間，對烏克蘭發動無人機襲擊，俄軍從米列羅沃區、奧廖爾、布良斯克、濱海阿赫塔爾斯克發射72架見證者-136無人機和不明型號無人機，防空系統在尼古拉耶夫、基輔、切爾卡瑟、哈爾科夫、波爾塔瓦、蘇梅、切爾尼戈夫、赫爾松、第聶伯羅彼得羅夫斯克和文尼察等地區擊落33架無人機。另有34架無人機因電子戰措施，未能擊中目標。
烏克蘭武裝部隊總參謀部表示，自全面入侵以來，俄羅斯在烏克蘭損失804,930名士兵，過去一天俄軍有1,830人傷亡，累計損失9,741輛戰車、20,253輛裝甲戰鬥車輛、33,473輛車輛和油箱、21,789門火砲系統、1,260套多管火箭系統、1,041套防空系統、369架飛機、331架直升機、21,884架無人機、3,017枚巡弋飛彈、28艘船隻和1艘潛艦等。總參謀部表示，烏軍襲擊俄佔頓涅茨克地區斯維特洛達爾斯克的一個俄軍指揮所。烏克蘭軍方霍爾蒂恰作戰戰術小組發言人表示，庫拉霍韋地區正發生激烈戰鬥，俄軍正試圖在達赫內地區發動攻擊，並將烏軍趕出庫拉霍韋，烏軍仍然控制火力發電廠。
俄羅斯國防部表示，防空部隊過去一夜擊落40架烏克蘭無人機，包括羅斯托夫州16架，庫爾斯克和沃羅涅日州各4架，布良斯克州3架，庫班地區2架，別爾哥羅德州1架無人機，亞速海10架。俄羅斯列寧格勒州當局表示，無人機襲擊引發聖彼得堡市一個工業區的大規模火災。羅斯托夫州當局表示，無人機襲擊導致羅斯托夫市附近一個工業生產設施發生火災。
俄羅斯國防部表示，過去一周內，烏軍在特別軍事行動中損失13,370名軍人，使用高精度武器和無人機對烏軍目標和保障軍工綜合體企業運行的能源設施發動28次集群打擊。
烏克蘭傳媒「基輔獨立報」引述烏克蘭國家安全局消息報道，烏克蘭國家安全局與烏克蘭海軍發動聯合行動，對俄羅斯羅斯托夫州恰爾蒂爾村附近的彈藥和無人機倉庫發動襲擊，先使用無人機令俄羅斯防空系統超載，再發射1枚海王星導彈。
烏克蘭總統澤連斯基表示，烏克蘭夢想是在2025年結束戰爭，烏克蘭亦正尋求獲得安全保證，以防止俄羅斯的侵略迴歸，和平的到來對烏克蘭來說至關重要，烏克蘭比任何人都更渴望和平，因為烏克蘭是受苦最嚴重的人，特別是在生命損失方面。
烏克蘭總理什梅加爾表示，已從歐盟獲得第一批30.09億美元貸款，並由俄羅斯凍結資產收益提供資金。
俄羅斯總統秘書佩斯科夫表示，歡迎美國候任總統特朗普準備與俄羅斯進行會談，但表明任何面對面會議計劃都應該在其就職後才制定，並表示相關會議不需要任何條件，只有需要相互的願望和政治意願，透過對話解決現有問題。
烏克蘭國防部表示，居住在波蘭、丹麥、捷克、德國、立陶宛和其他歐洲國家的近1千3百名烏克蘭人已申請加入以波蘭為基地的烏克蘭軍團，第二批志願者已經在盧布林簽署合同，新員工首次包括申請醫療和通訊職位的女性。
拉脫維亞武裝部隊表示，1名拉脫維亞公民加入烏克蘭軍方國際軍團於2024年12月25日在俄佔盧甘斯克新埃戈里夫卡的作戰行動中喪生。
美國總統拜登表示，已經做了一切可能來幫助烏克蘭，並表示希望即使在卸任後，美國的支援將繼續下去，相信國會內有相當多的民主黨人和共和黨人認為應該繼續支援烏克蘭。美國國家安全委員會發言人柯比表示，俄羅斯和烏克蘭目前都沒有準備好談判結束戰爭，對俄羅斯聯邦實施制裁並不是期望成為談判籌碼，當烏克蘭想坐在談判桌上時，它可以被從談判桌上拿下來。
美國財政部外國資產控制辦公室表示，美國和英國對俄羅斯石油工業實施最廣泛的制裁，針對俄羅斯「影子船隊」、主要石油公司和相關實體近200艘船隻，形容美國正在對俄羅斯為其對烏克蘭的殘酷非法戰爭提供資金的關鍵收入來源採取全面行動。相關公司合計運送超過100萬桶石油，估計每年產生230億美元的收入。制裁亦擴大到數十名俄羅斯能源官員和公司高管，進一步收緊對俄羅斯石油工業的限制。當中包括6艘仍在俄羅斯茲韋茲達造船廠建造的俄羅斯油輪，是美國第一次對正在建設中的俄羅斯油輪實施制裁。
日本外交部表示，日本政府擴大制裁名單，應對俄羅斯入侵烏克蘭，措施針對來自俄羅斯、中國、阿拉伯聯合大公國和北韓等個人和實體。受影響的包括29個俄羅斯實體，包括機械製造科學和生產、化學廠、3家銀行和11個個人，另對22家俄羅斯公司和335個商品實施出口限制。

## 1月11日
烏克蘭地方政府表示，截至11日上午9時，俄羅斯在過去24小時內襲擊赫爾松、蘇梅、尼古拉耶夫、第聶伯羅彼得羅夫斯克、頓涅茨克、盧甘斯克、哈爾科夫和切爾尼戈夫等地，至少造成2名平民死亡，12名平民受傷。烏克蘭空軍表示，俄羅斯午夜至凌晨期間，對烏克蘭發動無人機襲擊，俄軍從米列羅沃區、奧廖爾、布良斯克、濱海阿赫塔爾斯克發射74架見證者-136無人機和不明型號無人機，防空系統在尼古拉耶夫、基輔、切爾卡瑟、哈爾科夫、波爾塔瓦、蘇梅、切爾尼戈夫、赫爾松、基洛夫格勒、第聶伯羅彼得羅夫斯克和扎波羅熱等地區擊落47架無人機。另有27架無人機因電子戰措施，未能擊中目標。烏克蘭軍方發言人表示，俄軍對烏佔庫爾斯克地區蘇賈發動「雙連擊戰術」襲擊，擊中住有約70多名老年人的養老院，至少造成1名平民死亡。
烏克蘭武裝部隊總參謀部表示，自全面入侵以來，俄羅斯在烏克蘭損失806,500名士兵，過去一天俄軍有1,570人傷亡，累計損失9,751輛戰車、20,271輛裝甲戰鬥車輛、33,534輛車輛和油箱、21,817門火砲系統、1,260套多管火箭系統、1,042套防空系統、369架飛機、331架直升機、21,958架無人機、3,017枚巡弋飛彈、28艘船隻和1艘潛艦等。烏克蘭國家安全與國防委員會下屬的「反虛假資訊中心」表示，烏克蘭無人機襲擊俄羅斯韃靼斯坦地區的塔內科煉油廠，形容煉油廠在為俄軍提供燃料方面發揮著關鍵作用，直接影響俄羅斯發動戰爭的能力。
俄羅斯國防部表示，防空部隊過去一夜擊落85架烏克蘭無人機，包括坦波夫州2架，庫爾斯克1架，克拉斯諾達爾邊疆區和沃羅涅日州各16架，俄佔克里米亞2架，別爾哥羅德州4架無人機，黑海31架，亞速海14架。
俄羅斯國防部表示，中部集團軍部隊已經控制頓內茨克地區捨甫琴科村。過去一天，烏軍在特別軍事行動中損失1,400名軍人。
烏克蘭總統澤連斯基表示，烏軍在庫爾斯克地區俘虜2名北韓士兵並被帶至基輔，正被烏克蘭國家安全局調查人員問話，形容俘虜相關士兵的行為極不容易，俄羅斯設法令烏克蘭無法俘虜北韓士兵，沒有證據指責俄羅斯和北韓，此次的俘虜行動成為無可抗辯的證據。烏克蘭國家安全局表示，2各被俘北韓士兵是經驗豐富的陸軍士兵，其中一人稱自己被送至俄羅斯是為了受訓，而非作戰。
烏克蘭國防部表示，正與意大利討論利用俄羅斯凍結資產利潤購買義大利製造的防空系統和彈藥的可能性。
烏克蘭警察表示，展開大規模行動解除近50個為適合徵兵年齡的烏克蘭男子非法越境的計劃，全國各地同時發生600次突襲，旨在防止戰鬥年齡男子逃往國外，拘捕60名嫌疑人被指控實施包括在檢查站外越境、偽造健康檔案以及將偽造的條目輸入電子資訊系統等計劃，包括國家機構負責人、醫院經理、軍事入伍官員、醫療委員會官員和普通平民。
斯洛伐克總理菲科表示，烏克蘭是一個不可靠的合作夥伴，指責烏克蘭總統澤連斯基走遍整個歐洲乞求和勒索金錢，形容澤連斯基破壞與俄羅斯和阿塞拜疆的天然氣運輸協議，導致斯洛伐克的損失。

## 1月12日
烏克蘭空軍表示，俄羅斯午夜至凌晨期間，對烏克蘭發動無人機襲擊，俄軍從米列羅沃區、奧廖爾、布良斯克、庫爾斯克發射94架見證者-136無人機和不明型號無人機，防空系統在尼古拉耶夫、基輔、切爾卡瑟、哈爾科夫、波爾塔瓦、蘇梅、切爾尼戈夫、赫梅利尼茨基、頓涅茨克、基洛夫格勒、日托米爾和扎波羅熱等地區擊落60架無人機。另有34架無人機因電子戰措施，未能擊中目標。蘇梅州軍事管理局表示，俄羅斯無人機襲擊米羅皮利亞村一輛民用巴士，至少造成2名平民受傷。
烏克蘭武裝部隊總參謀部表示，自全面入侵以來，俄羅斯在烏克蘭損失808,250名士兵，過去一天俄軍有1,750人傷亡，累計損失9,756輛戰車、20,289輛裝甲戰鬥車輛、33,598輛車輛和油箱、21,839門火砲系統、1,260套多管火箭系統、1,042套防空系統、369架飛機、331架直升機、22,021架無人機、3,018枚巡弋飛彈、28艘船隻和1艘潛艦等。烏克蘭第28機械化旅表示，發現俄軍在頓涅茨克州托列茨克附近穿著平民服裝掩蓋其行動，形容俄軍違反戰爭規則，歸類為戰爭罪。
俄羅斯國防部表示，在過去一天俄軍擊落55架無人機。
俄羅斯國防部表示，俄軍集團軍部隊已經佔領頓涅茨克地區揚塔爾諾耶村，西部集團軍部隊已經佔領哈爾科夫地區卡利諾沃村。俄軍航空兵、無人機、飛彈部隊和砲兵摧毀139個有生力量和烏軍裝備聚集區。
烏克蘭總統澤連斯基表示，在俄羅斯透過烏克蘭領土運輸的天然氣停止輸送後，他曾向斯佲伐克提出提供援助，但遭斯洛伐克總理羅拔·菲佐拒絕。澤連斯基形容歐洲許多人曾就此警告菲科，什麼都不做和等待是不可能的，但現在菲科將此訴諸於公關、謊言和大聲指責，將責任從自己身上轉移到其他人身上。另外，澤連斯基在社交平台分享在俄羅斯庫爾斯克地區抓獲的2名北韓士兵的第一段審訊視頻，指其中一人希望留在烏充蘭，而烏方則表示已準備好將他們送回北韓，作為與俄羅斯交換戰俘的一部分，並且指出如果金正恩能夠組織與俄羅斯的換俘活動，烏克蘭願意將金正恩的士兵移交給他。對於那些不願回國的北韓士兵，或許還有其他選擇。特別表示希望通過朝鮮語傳播這場戰爭的真相來接近和平的人，將獲得這樣的機會。
烏克蘭頓涅茨克州州長菲拉什金表示，在過去一天共有132名平民從頓涅茨克州的前線地區撤離，包括12名兒童。
美國國務卿布林肯表示，拜登政府專注於為美國打下堅實的外交政策基礎，在新政府的領導下，對戰爭可能不會以有利於烏克蘭而結束的猜測是沒有意義，有意義的是確保將給下屆政府，提供儘可能強大的手，讓它在世界各地發揮，無論是在烏克蘭還是其他方面。
德國國防部長皮斯托里烏斯表示，否認早前傳媒報道，總理朔爾茨阻止向烏克蘭提供價值30.9億美元的額外軍事援助計劃，指出仍然等待最終決定。
立陶宛國防部長薩卡利埃內表示，立陶宛將在未來幾天向烏克蘭提供價值510萬美元的4千5百架無人機。

## 1月13日
烏克蘭地方政府表示，截至13日上午9時，俄羅斯在過去24小時內襲擊赫爾松、蘇梅、尼古拉耶夫、第聶伯羅彼得羅夫斯克、頓涅茨克、盧甘斯克、哈爾科夫和切爾尼戈夫等地，至少造成1名平民死亡，17名平民受傷。烏克蘭空軍表示，俄羅斯午夜至凌晨期間，對烏克蘭發動無人機襲擊，俄軍從米列羅沃區、奧廖爾、布良斯克、濱海阿赫塔爾斯克發射110架見證者-136無人機和不明型號無人機，防空系統在波爾塔瓦、蘇梅、哈爾科夫、切爾卡瑟、切爾尼戈夫、基輔、 第聶伯羅彼得羅夫斯克、尼古拉耶夫、扎波羅熱、日托米爾、赫爾松、赫梅利尼茨基和頓涅茨克等地區擊落78架無人機。另有31架無人機因電子戰措施，未能擊中目標。
烏克蘭武裝部隊總參謀部表示，自全面入侵以來，俄羅斯在烏克蘭損失809,760名士兵，過去一天俄軍有1,510人傷亡，累計損失9,764輛戰車、20,315輛裝甲戰鬥車輛、33,708輛車輛和油箱、21,876門火砲系統、1,261套多管火箭系統、1,044套防空系統、369架飛機、331架直升機、22,204架無人機、3,018枚巡弋飛彈、28艘船隻和1艘潛艦等。烏克蘭特種作戰部隊表示，北韓軍隊在俄羅斯庫爾斯克州與烏軍交戰，殺死17名北韓士兵。
俄羅斯國防部表示，在過去一天俄軍擊落2枚法製鐵錘航空制導炸彈、6枚美製海馬斯多管火箭彈和83架無人機。
俄羅斯布良斯克州州長表示，防空部隊擊退布良斯克州上空的無人機襲擊。俄羅斯獨立傳媒「Astra」報道，布良斯克化工廠可能被一枚遠端陸軍戰術導彈擊中發生爆炸。烏克蘭國家安全與國防委員會下屬的「反虛假信息中心」表示，烏軍襲擊用於生產火藥和炸藥的布良斯克化工廠。俄羅斯國防部14日表示，基輔方面試圖使用6枚陸軍戰術導彈、6枚暴風影導彈和31架無人機襲擊布良斯克州，所有導彈均被防空部隊擊落，沒有造成人員傷亡，防空部隊亦在黑海地區擊落2枚暴風影導彈。
俄羅斯國防部表示，中部集團軍部隊已經佔領頓涅茨克地區佩夏諾耶村。俄軍航空兵、無人機、導彈部隊和炮兵摧毀157個有生力量和烏軍裝備聚集區。俄佔頓涅茨克當局表示，烏克蘭試圖與西方交易換取武器的頓涅茨克地區捨甫琴科村附近的鋰礦已被俄羅斯佔領。
烏克蘭總統澤連斯基表示，簽署對俄羅斯金融部門實施新制裁，針對140個不同的實體。並且簽署一項法律草案，對試圖逃避制裁進行刑事處罰。另外，與法國總統馬克龍通電話，討論前線局勢以及向烏克蘭派遣維和部隊的可能性。
俄羅斯總統新聞秘書佩斯科夫表示，暫不具備恢復烏克蘭問題談判的前提條件，烏方拒絕談判，談這個問題還為時尚早。可以繼續討論可能的交換，這個過程並不容易，但每一位被俘的俄羅斯軍人生命對俄羅斯都很重要，這項工作將繼續下去。
烏克蘭國防部表示，烏克蘭政府已批准允許外國公司參與烏克蘭武裝部隊軍事裝備現代化的安排，則用於使用先進的西方技術升級飛機、船舶及其部件。
美國總統拜登表示，俄羅斯總統普京未能實現其在烏克蘭的任何戰略目標，當普京入侵烏克蘭時，他以為自己會在幾天內征服基輔，事實是自戰爭開始以來，拜登是站在基輔市中心的人，而不是普京，更未能打破北約的統一，也未能獲得巨大的領土利益，美國還有更多事情要做，不能離開烏克蘭。美國已經召集超過50個國家，與烏克蘭站在一起，並向基輔提供大量彈藥和其他關鍵援助。美國的制裁亦削弱俄羅斯經濟，前所未有的制裁成功保持烏克蘭的戰鬥，俄羅斯貨幣盧布亦面臨著巨大的壓力。
美國候任總統特朗普表示，計劃非常迅速安排會見俄羅斯總統普京，並指出俄羅斯領導人亦非常希望與他見面，因為戰爭對普京來說並不順利，更認為烏克蘭正在「被炸死」，而俄羅斯和烏克蘭士兵正大量被殺死。
斯洛伐克總理菲科表示，提議希望儘快與烏克蘭總統澤連斯基在斯洛伐克與烏克蘭邊境附近舉行會議，討論停止俄羅斯途經烏克蘭運輸天然氣。烏克蘭總統澤連斯基隨即回應菲科的呼籲，邀請對方17日在基輔會面。
德國國防部長皮斯托里烏斯表示，德國交付承諾提供的第一批54架RCH 155自行榴彈炮，54支榴彈炮中的6支將留在德國用於訓練烏克蘭人員。
南韓國會情報委員會議員李成權在聽取南韓國家情報院的簡報後會見記者表示，根據國情院簡報顯示，在俄羅斯與烏克蘭的戰爭中，約有3百名北韓士兵喪生，2千7百人受傷，士兵来自北韓精銳部隊「暴風軍團」，在陣亡士兵身上發現的備忘錄表明，北韓當局強調士兵應在被俘前自殺或自爆，寧願自殺也不能被俘虜，一名即將被俘的北韓士兵高喊「金正恩將軍」並試圖引爆手榴彈自盡，隨後遭到擊斃。同時證實烏克蘭抓獲2名北韓士兵，隸屬於北韓偵察總局，未有表明歸順南韓之意，國情院將尊重北韓士兵意願，若其表明歸順之意，將與烏方就此積極展開協商。
新聞通訊社「路透社」援引匿名消息報道，隨著俄軍繼續接近波克羅夫斯克市，烏克蘭停止該市附近焦煤的開採，波克羅夫斯克煤礦是東歐最大的煤礦之一，位於波克羅夫斯克以西10公里，生產煤炭和用於鍊鋼所需的焦炭，是烏克蘭僅次於農業的第二大出口產品，亦是烏克蘭唯一生產焦煤的煤礦。

## 1月14日
烏克蘭地方政府表示，截至14日上午9時，俄羅斯在過去24小時內襲擊赫爾松、蘇梅、尼古拉耶夫、第聶伯羅彼得羅夫斯克、頓涅茨克、盧甘斯克、哈爾科夫和切爾尼戈夫等地，至少造成2名平民死亡，19名平民受傷。烏克蘭空軍表示，俄羅斯午夜至凌晨期間，對烏克蘭發動無人機襲擊，俄軍從米列羅沃區、奧廖爾、庫爾斯克、濱海阿赫塔爾斯克發射80架見證者-136無人機和不明型號無人機，防空系統在波爾塔瓦、蘇梅、哈爾科夫、切爾卡瑟、基洛夫格勒、基輔、 第聶伯羅彼得羅夫斯克、尼古拉耶夫、 敖德薩、日托米爾、赫爾松和頓涅茨克等地區擊落58架無人機。另有21架無人機因電子戰措施，未能擊中目標。
烏克蘭武裝部隊總參謀部表示，自全面入侵以來，俄羅斯在烏克蘭損失811,090名士兵，過去一天俄軍有1,330人傷亡，累計損失9,767輛戰車、20,326輛裝甲戰鬥車輛、33,791輛車輛和油箱、21,923門火砲系統、1,262套多管火箭系統、1,044套防空系統、369架飛機、331架直升機、22,276架無人機、3,018枚巡弋飛彈、28艘船隻和1艘潛艦等。
俄羅斯圖拉州州長表示，午夜至凌晨期間，圖拉州阿列克辛市發生大規模無人機襲擊事件。俄羅斯韃靼斯坦共和國首腦表示，無人機襲擊位於喀山的卡扎諾爾辛特茲化工廠，擊中液化天然氣儲存區並發生火災。俄羅斯薩拉託夫州長表示，午夜至凌晨期間，烏軍無人機對薩拉託夫地區恩格斯市一個工業設施發動襲擊。烏克蘭基輔第14無人機團表示，烏克蘭對俄羅斯恩格斯空軍基地的軍事設施進行襲擊行動，降低俄軍的戰略航空能力，並襲擊用於供應俄羅斯遠端轟炸機的克里斯塔爾石油工廠的航空油箱。烏克蘭傳媒「基輔獨立報」引述烏克蘭國家安全局消息報道，午夜至凌晨期間針對俄羅斯各地多個地點發動襲擊行動，包括圖拉州阿列克辛斯基化工廠、薩拉託夫煉油廠和布良斯克化工廠，以及襲擊恩格斯空軍基地儲存巡航導彈和滑翔炸彈的彈藥倉庫。
俄羅斯坦波夫州州長表示，晚上1架無人機襲擊俄羅斯坦波夫州拉斯卡佐沃鎮比奧希姆釀酒廠後起火。
俄羅斯國防部表示，東部集團軍部隊已經佔領頓涅茨克地區涅斯庫奇諾耶村，西部集團軍部隊已經佔領頓涅茨克地區特爾內村。
烏克蘭總統澤連斯基表示，烏克蘭的直接重點是裝備軍隊，而不是進一步降低徵兵年齡，烏克蘭目前有100多個旅，所有旅都需要持續的人員配備和裝備供應，以保持戰鬥力。
烏克蘭總統澤連斯基在晚間講話中提及指示烏克蘭空軍司令克里沃諾日科確保空軍保持其所需的人員水平，並解決公眾對最近轉移到地面部隊的擔憂，不要減少對空軍至關重要的專家隊伍。
烏克蘭最大鋼鐵生產商「Metinvest」表示，由於安全狀況惡化和停電，公司已經暫停頓涅茨克州波克羅夫斯克焦煤礦的運作，礦場仍在烏克蘭控制之下，公司正在疏散員工及其家人。
烏克蘭最高司法管理機構法官高等資格委員會表示，任命奧列克桑德拉·舒里克為基洛夫格勒州奧努夫里伊夫卡地區法院法官。引發烏克蘭司法界批評聲浪，多個烏克蘭傳媒報道，舒里克曾在俄羅斯吞併克里米亞後的2015至2019年期間多次訪問俄羅斯和俄佔克里米亞，遭質疑與俄羅斯有聯繫和擁有俄羅斯護照。
德國國防部長皮斯托里烏斯抵達基輔，討論烏克蘭抵抗俄羅斯侵略的進一步軍事問題。表示德國政府仍在討論對烏克蘭的30.9億美元的擬議援助計劃，包括促進合資企業和直接採購烏克蘭國防生產，並利用歐洲資金。
南韓外交部發言人李在雄表示，根據南韓憲法，被烏軍俘獲的2名北韓戰俘屬於南韓公民，若他們請求歸順南韓，韓方將同烏克蘭就有關問題進行磋商，目前尚未表明歸順南韓之意，有關部門就北韓戰俘相關情況同烏方保持溝通。
烏克蘭傳媒「烏克蘭真理報」引述不具名軍官消息報道，烏克蘭空軍將於2025年初大規模調動軍事人員，以增援地面部隊的戰鬥旅，最早調動始於2024年春季，現已達到關鍵水平，單位人員減少到50%。又指出烏克蘭武裝部隊總司令瑟爾斯基已於11日下達命令，將5千多名空軍人員轉移到地面部隊，部隊人員將下降到40%，即使轉移不重要人員亦會削弱部隊的有效性，特別是對於依賴團隊力量的防空導彈部隊，其中將有2百多名人員從7個空軍旅中轉移，其中包括保衛基輔的部隊。烏克蘭武裝部隊總參謀部則表示，否認將空軍工程和航空人員轉移到步兵部隊，並強調技術和飛行人員的數量正在增加，但同時表明，由於步兵嚴重短缺，部分空軍和其他分支人員在訓練後被重新分配，以加強地面旅，指出是加強前線防禦的必要措施，部分專家將免於轉移。
澳洲傳媒「7News」報道，堪培拉當局正在對1名澳洲公民在為烏克蘭作戰時被俄羅斯俘虜後處決的事件進行緊急調查，澳洲外交部已傳喚俄羅斯大使尋求資訊，並敦促俄羅斯遵守國際法。

## 1月15日
烏克蘭地方政府表示，截至15日上午9時，俄羅斯在過去24小時內襲擊赫爾松、蘇梅、尼古拉耶夫、第聶伯羅彼得羅夫斯克、頓涅茨克、盧甘斯克、哈爾科夫、切爾尼戈夫、利沃夫和伊萬諾-弗蘭科夫斯克等地，至少造成1名平民死亡，16名平民受傷。烏克蘭空軍表示，俄羅斯午夜至凌晨期間，對烏克蘭發動大規模導彈和無人機襲擊，俄軍從別爾哥羅德地區發射1枚伊斯坎德爾-M彈道導彈和4枚Kh-59/69導彈、從圖拉地區使用Tu-22M3轟炸機發射7枚Kh-22/32巡航導彈、從黑海發射4枚口徑巡航導彈、從伏爾加格勒地區使用Tu-95ms戰略轟炸機發射27枚Kh-101/Kh-55CM巡航導彈、從米列羅沃區、奧廖爾、布良斯克、濱海阿赫塔爾斯克發射74架見證者-136無人機和不明型號無人機，襲擊烏克蘭的能源設施，特別是哈爾科夫、利沃夫和伊萬諾-弗蘭科夫斯克地區的天然氣基礎設施，防空系統擊落47架無人機、23枚Kh-101、Kh-55CM巡弋導彈、3枚口徑巡航導彈、4枚Kh-59/Kh-69導彈。另有27架無人機因電子戰措施，未能擊中目標。
烏克蘭武裝部隊總參謀部表示，自全面入侵以來，俄羅斯在烏克蘭損失812,670名士兵，過去一天俄軍有1,580人傷亡，累計損失9,780輛戰車、20,348輛裝甲戰鬥車輛、33,995輛車輛和油箱、21,975門火砲系統、1,262套多管火箭系統、1,046套防空系統、369架飛機、331架直升機、22,383架無人機、3,018枚巡弋飛彈、28艘船隻和1艘潛艦等。烏克蘭國民警衛隊表示，旗下亞速旅在頓涅茨克州托列茨克地區的戰鬥行動中俘虜23名俄羅斯士兵，部份屬於自願投降。烏克蘭第67獨立機械化旅表示，俄軍在與俄羅斯庫爾斯克州接壤的蘇梅州朱拉夫卡村附近集結軍隊並發動襲擊，烏軍部隊成功擊退襲擊。
俄羅斯國防部表示，在過去一天俄軍擊落2枚法製鐵錘航空制導炸彈、10枚美製海馬斯多管火箭彈和85架無人機。俄羅斯沃羅涅日州長表示，烏克蘭對當地油庫發動無人機襲擊，油庫在襲擊後起火。
俄羅斯國防部表示，上午的一系列導彈和無人機襲擊中，損壞位於利沃夫州烏克蘭最大的天然氣儲存點之一的地面設施，回應烏克蘭在11日襲擊位於俄羅斯克拉斯諾達爾地區土耳其溪管道的天然氣壓縮機站。中部集團軍部隊已經佔領頓涅茨克地區烏克蘭因卡村。俄軍航空兵、無人機、導彈部隊和炮兵摧毀137個有生力量和烏軍裝備聚集區。自特別軍事行動開始以來，俄軍共摧毀烏軍652架飛機、283架直升機、40,480架無人機、590個防空系統、20,539輛坦克和裝甲車、1,509個多管火箭發射系統、20,630門火炮和迫擊炮、30,305輛特種軍用車輛。
烏克蘭總統澤連斯基在烏克蘭與波蘭就「沃倫大屠殺」挖掘遇難者遺體的歷史性緊張問題達成協議後到訪波蘭，會見波蘭總理圖斯克。圖斯克在記者會上指責俄羅斯計劃對包括波蘭在內的國際航空公司發動恐怖襲擊，認為破壞行為是俄羅斯向全世界宣戰的版本，而不僅僅是烏克蘭，各國需要聯合行動。澤連斯基表示，烏軍現在由88萬士兵組成，負責保衛整個國家，抵禦集中在特定地區的60萬俄軍，但俄軍集中在幾個地區，具有數量優勢。又指出持續提供武器和北約和歐盟成員資格是關鍵的安全保證，烏克蘭不會參與減少軍隊規模的「遊戲」，擁有龐大軍隊是烏克蘭對自身安全的保障，烏克蘭希望以公正的和平結束戰爭，同時需要確保俄羅斯不會重新對烏克蘭發動戰爭。
烏克蘭總統澤連斯基表示，在阿拉伯聯合大公國協助斡旋下，根據近期兩國人權事務官員達成的協議，進行25換25的交換戰俘模式，25名烏克蘭士兵和平民返回烏克蘭，當中負責保衛亞速鋼鐵廠、馬裡烏波爾、哈爾科夫、頓涅茨克、扎波羅熱和赫爾松州等其他前線地區的士兵。俄羅斯國防部表示，在阿拉伯聯合大公國協助斡旋下，與烏克蘭進行交換戰俘，25名俄羅斯軍人獲得釋放，俄方亦移交25名烏方軍人。
美國總統拜登發表告別演講提到烏克蘭，表示拜登政府協助維護烏克蘭的自由，現在的烏克蘭仍然自由。
美國候任總統特朗普提名的國務卿候選人盧比歐在參議院人事任命聽證會上表示，美國應將結束戰爭作為政策目標，並稱達成停火協議有賴莫斯科與基輔雙方各退一步，暗示烏克蘭可能需要放棄收復過去10年來被莫斯科奪取所有領土的目標，同時認為烏克蘭擁有談判籌碼很重要，但也必須有所妥協，才有望達成協議。
美國財政部表示，正擴大對支持俄羅斯在烏克蘭戰爭努力的公司和機構的制裁範圍，重新將大約100個實體認定為制裁對象，並對15個新實體實施制裁，任何與俄羅斯軍工綜合體的組成部分有重大業務往來的公司將面臨處罰風險，受制裁的實體包括多間中國企業。並且對由俄羅斯政府控制負責管理俄佔扎波羅熱核電站的企業和管理人員實施制裁。
澳洲總理阿爾巴內塞表示，如果1名澳洲國民在為烏克蘭作戰時被俘並被俄軍處決的報道得到證實，將採取最有力的行動回應。
北約空軍司令部表示，在上午俄羅斯對烏克蘭的大規模襲擊中，首次派出駐守在波蘭的挪威空軍F-35戰機升空戒備和巡邏。
新聞通訊社「彭博社」引述消息人士報道，俄羅斯不具名官員表示，未來若俄羅斯總統普京與美國候任總統特朗普舉行會談，俄羅斯將會在會議中要求烏克蘭與北約斷絕關係，成為軍事力量有限的中立國，俄羅斯接受個別北約成員國繼續向烏克蘭提供武器，但這些武器不能用於攻擊俄羅斯或奪回領土，同時俄羅斯的立場是，目前實際控制烏克蘭近20%的領土，願意在協議中交換領土。目前烏克蘭和俄羅斯正在卡達就保護核設施免受攻擊的協議進行有限度會談。而烏克蘭不具名官員則透露，目前烏克蘭和俄羅斯之間政策交往囚犯和遣返被驅逐兒童進行會談。
美國傳媒「紐約時報」引述當地礦工消息報道，烏克蘭炸毁頓涅茨克州皮什坎村的3號礦井，以防止俄羅斯將其部隊部署到靠近前線城鎮波克羅夫斯克，阻礙俄軍前行。

## 1月16日
烏克蘭地方政府表示，截至16日上午9時，俄羅斯在過去24小時內襲擊赫爾松、蘇梅、尼古拉耶夫、第聶伯羅彼得羅夫斯克、頓涅茨克、盧甘斯克、哈爾科夫和切爾尼戈夫等地，至少造成4名平民死亡，27名平民受傷。烏克蘭空軍表示，俄羅斯午夜至凌晨期間，對烏克蘭發動無人機襲擊，俄軍從米列羅沃區、奧廖爾、布良斯克、濱海阿赫塔爾斯克發射55架見證者-136無人機和不明型號無人機，防空系統在波爾塔瓦、蘇梅、哈爾科夫、切爾卡瑟、切爾尼戈夫、基洛夫格勒、基輔、 第聶伯羅彼得羅夫斯克、扎波羅熱、日托米爾和尼古拉耶夫等地區擊落34架無人機。另有18架無人機因電子戰措施，未能擊中目標。基輔市軍事管理局表示，墜落的俄羅斯無人機碎片導致卡拉什尼克塞德一棟建築物起火，至少造成1名男童受傷。
烏克蘭武裝部隊總參謀部表示，自全面入侵以來，俄羅斯在烏克蘭損失814,150名士兵，過去一天俄軍有1,480人傷亡，累計損失9,791輛戰車、20,368輛裝甲戰鬥車輛、34,132輛車輛和油箱、22,015門火砲系統、1,262套多管火箭系統、1,046套防空系統、369架飛機、331架直升機、22,503架無人機、3,018枚巡弋飛彈、28艘船隻和1艘潛艦等。總參謀部表示，使用無人機襲擊位於俄羅斯沃羅涅日州，用於滿足俄軍需求的利斯金斯卡婭石油倉庫，引發大規模火災。烏克蘭空降突擊部隊表示，烏克蘭傘兵和其他部隊在俄羅斯庫爾斯克地區行動中俘虜27名俄羅斯士兵，當中包括空降部隊成員、中士、二等軍官等。烏克蘭第63獨立機械化旅發布影片，聲稱使用第一人稱無人機擊落俄軍新研發的偵察無人機Merlin-VR。
俄羅斯國防部表示，在過去一天俄軍擊落3枚法製鐵錘航空制導炸彈、12枚美製海馬斯多管火箭彈和95架無人機。另國防部表示，烏軍企圖使用6枚陸軍戰術導彈襲擊別爾哥羅德州的目標，所有導彈均被擊落，沒有傷害或損失，俄羅斯將發動報復性打擊。
俄羅斯Telegram頻道「Shot」報道，烏克蘭無人機襲擊坦波夫州庫茲米諾-加特附近的一家火藥廠。烏克蘭國家安全與國防委員會下屬的「反虛假信息中心」負責人表示，庫茲米諾-加特火藥廠是參與對烏克蘭戰爭的俄羅斯軍工綜合體的關鍵設施之一。
俄羅斯國防部表示，過去一天，烏軍在特別軍事行動中損失1,675名軍人。俄軍航空兵、無人機、導彈部隊和炮兵摧毀152個有生力量和烏軍裝備聚集區。
烏克蘭總統澤連斯基接受波蘭傳媒訪問時表示，透過公開和非公開資訊，認為美國候任總統特朗普可以結束俄羅斯對烏克蘭全面戰爭，認為對方是有能力向俄羅斯施加壓力的領導人，並且不排除相關情況在2025年發生，但認為特朗普應該就烏克蘭的真正安全保障達成一致。同時提及近期與斯洛伐克在俄羅斯天氣過境問題上的紛爭，形容斯洛伐克政府正在玩非常危險的遊戲，批評對烏克蘭的軍事支援並親近俄羅斯。
烏克蘭總統澤連斯基會見到訪的英國首相施紀賢，雙方簽署涵蓋國防、能源和貿易等多個領域的100年夥伴關係條約，同時兩人前往聖米迦勒廣場的俄烏戰爭中陣亡的烏克蘭將士紀念牆獻花。施紀賢在联合記者会上宣布，英国正在向乌克兰转让由谢菲尔德锻造厂制造的150个火炮管和一套专为乌克兰需求设计的新型Grateful机动防空系统。澤連斯基也在會面上指出，美国、德国、匈牙利、斯洛伐克就不同的角度反对乌克兰加入北约。英國傳媒「衛報」報道，兩人會談期間一架俄羅斯無人機飛越烏克蘭總統官邸「瑪麗亞宮」附近上空，未有造成破壞。另外澤連斯基亦會見到訪的意大利國防部長克羅塞托，兩人討論包括加強防空系統、在義大利培訓烏克蘭人員和聯合國防生產。
烏克蘭外交部長西比哈會見到訪的荷蘭外交部長維爾德坎普，期間維爾德坎普宣佈向烏克蘭提供2,780萬美元援助，包括透過由北約協調的全面援助計劃提供720萬美元，以提供燃料、醫療用品、冬季裝置和電子戰系統等，另2千萬美元用於能源支援基金。
烏克蘭戰略工業部長斯梅塔寧表示，隨着無人戰鬥系統在與俄羅斯的戰爭中越來越重要，烏克蘭在2024年生產三萬多架轟炸無人機，能夠遠端攻擊或運送，必需品到烏克蘭陣地。
烏克蘭總統辦公室表示，由歐洲委員會設立位於海牙的烏克蘭戰爭損害登記冊開始接受烏克蘭公民登記，烏克蘭公民可因俄羅斯入侵行動導致的死亡、酷刑、性暴力、人身傷害、強迫流離失所、財產損失、基礎設施破壞、文化和歷史遺產傷害以及環境破壞進行登記並提出索償。
烏克蘭國家應急服務駁斥國會在野黨議員貢恰連科聲稱政府將在2月28日後廣泛動員50%國家應急服務員工，包括消防員，救護人員和工程師的言論，形容是錯誤資訊，指出部門內90%員工獲得豁免動員，每日部門的員工都會營救公民，並減輕俄羅斯襲擊的後果，這往往以他們的健康和生命為代價。
俄羅斯親政府傳媒「工商日報」報道，駐紮在俄佔塞瓦斯托波爾的俄羅斯防空軍官伊戈爾·帕什科夫因誤擊落1架俄軍直升機而被判處監禁2年10個月，帕什科夫在2023年12月18日執行戰鬥任務期間，向1架俄軍Mi-8直升機發射防空導彈，導致直升機墜入黑海，機上機組人員全部死亡。
美國國務卿布林肯表示，相信即將上任的特朗普政府能夠在烏克蘭促成良好和強而有力的和平協議，但認為前提是烏克蘭同意。美國國務院發言人米勒表示，拜登政府的首要任務是透過大規模的制裁手段，包括對俄羅斯能源部門，對俄羅斯造成實質影響，將俄羅斯列入支援恐怖主義國家名單並非首要任務。
北約軍事委員會主席鮑爾表示，北約已徵得美國同意接管協調對烏克蘭援助的部份責任，以確保穩定未來的支援機制，並且認為盟軍對烏克蘭的支援不會隨着美國候任總統特朗普就職而突然改變。
英國政府表示，計劃今年向烏克蘭提供大批武器援助，目前已承諾提供36億美元武器支援，另外亦將向烏克蘭提供新一批軍事援助，包括炮彈、移動防空系統以及與盟國的擴大訓練計劃。

## 1月17日
烏克蘭地方政府表示，截至17日上午9時，俄羅斯在過去24小時內襲擊赫爾松、蘇梅、尼古拉耶夫、第聶伯羅彼得羅夫斯克、頓涅茨克、盧甘斯克、哈爾科夫、敖德薩和切爾尼戈夫等地，至少造成1名平民死亡，16名平民受傷。烏克蘭空軍表示，俄羅斯午夜至凌晨期間，對烏克蘭發動無人機襲擊，俄軍從羅斯托夫發射2枚伊斯坎德爾-M彈道導彈，從米列羅沃區、奧廖爾、布良斯克、庫爾斯克、濱海阿赫塔爾斯克發射50架見證者-136無人機和不明型號無人機，防空系統在波爾塔瓦、蘇梅、哈爾科夫、切爾卡瑟、切爾尼戈夫、赫梅利尼茨基、基輔、 第聶伯羅彼得羅夫斯克、尼古拉耶夫、扎波羅熱和敖德薩等地區擊落33架無人機。另有10架無人機因電子戰措施，未能擊中目標，1架無人機飛往羅馬尼亞。第聶伯羅彼得羅夫斯克州州長表示，俄軍下午5時對克里維里赫發動導彈襲擊，至少造成4名平民死亡，14名平民受傷，包括4名兒童。
烏克蘭武裝部隊總參謀部表示，自全面入侵以來，俄羅斯在烏克蘭損失815,820名士兵，過去一天俄軍有1,670人傷亡，累計損失9,803輛戰車、20,381輛裝甲戰鬥車輛、34,256輛車輛和油箱、22,019門火砲系統、1,262套多管火箭系統、1,046套防空系統、369架飛機、331架直升機、22,566架無人機、3,018枚巡弋飛彈、28艘船隻和1艘潛艦等。總參謀部表示，烏軍在俄羅斯別爾哥羅德州擊中先進的S-400防空系統的雷達裝置。烏克蘭特種作戰部隊表示，在一次行動中，成功殺死3名和俘虜3名俄羅斯第40北極旅海軍陸戰隊員，曾經俘虜2名烏克蘭領土防衛隊士兵，並根據連長的命令處決他們，行動找回烏克蘭士兵的屍體，並俘虜俄軍士兵。
俄羅斯國防部表示，中部集團軍部隊已經佔領頓涅茨克地區斯拉維亞卡居民點。過去一周內，烏軍在特別軍事行動中損失12,945名軍人過去一周內擊落12枚美製陸軍戰術導彈、8枚英製暴風影巡航導彈、7枚法製鐵錘航空制導炸彈、48枚美製海瑪斯多管火箭炮炮彈及747架無人機。
羅馬尼亞國防部表示，在羅馬尼亞和烏克蘭邊境的卡達喬伊和基利亞舊城社群發現俄羅斯無人機碎片，沒有造成傷亡或損失。
烏克蘭總統澤連斯基會面斯洛伐克在野黨代表團時表示，烏克蘭準備與斯洛伐克就能源安全進行對話，並可以幫助其實現能源穩定，對烏克蘭而言，聽到斯洛伐克人民的訊號非常重要，相信斯洛伐克將支援烏克蘭加入歐盟和北約。由於戰爭這對烏克蘭來說是一個關鍵的安全保障。
烏克蘭總檢察長辦公室表示，確認一名烏克蘭國際軍團澳洲籍士兵奧斯卡·詹金斯在2024年12月16日於盧甘斯克州尼古拉耶夫卡被俄軍俘虜，但並未證實遭俄羅斯即時處決。白俄羅斯反對派流亡領導人季哈諾夫斯卡婭表示，協助烏克蘭對俄羅斯作戰的24歲白俄羅斯志願士兵瑪麗亞·扎伊茨瓦在頓涅茨克州巴赫穆特鎮附近陣亡。
烏克蘭國防部表示，烏克蘭高等教育機構學生的基本普通軍事培訓將於2025年9月開始，課程將包括90個學期的理論學習和210個學時的實踐培訓，理論部分對18至25歲的學生必須修讀，實踐課程僅男性必修，完成課程的男子將承擔兵役責任，但要到25歲才會被徵召入伍。
美國總統拜登接受傳媒訪問時表示，可以向俄羅斯總統普京保證美國不會在烏克蘭部署核武器，認為這不是問題，透過布達佩斯安全保障備忘錄位於烏克蘭的核武器庫已經被移除，沒有可能再將它們交還，訪問中亦進一步批評普京的野心，形容普京只想重建華沙條約組織，不是一個好人。
匈牙利總理歐爾班表示，敦促歐盟解除對俄羅斯的制裁，形容現在是拋開制裁視窗並與俄羅斯建立無制裁關係的時候，目前歐盟處於沉睡階段，但預測布魯塞爾將清醒。
德國外交部長貝爾伯克表示，德國目前不被視為歐洲和平政策的主要動力，認為在德國聯合政府中對支援烏克蘭猶豫不決。
法國國防部長勒科爾尼表示，1架法國海上巡邏機在波羅的海上空巡邏期間，成為俄羅斯恐嚇戰術的目標，被俄羅斯地對空防禦系統的雷達鎖定，形容俄羅斯的侵略行為不可接受。
新聞通訊社「路透社」報道，2024年俄羅斯石油產品的海上出口量下降9.1%至1.137億公噸，煉油廠加工量約為2.67億公噸，是2012年以來的最低，主要因生產成本上升、價格下跌、制裁和無人機襲擊等。
美國傳媒「紐約時報」引述不具名美國官員消息報道，根據美國政府檔案，美國曾秘密向烏克蘭無人機行業提供支援，包括2024年9月提供15億美元資金，並且幫助設計新一代無人機，旨在徹底改變現代戰爭，使烏克蘭無人機更加有效和致命。
烏克蘭前親俄國會議員穆拉耶夫在俄羅斯全面戰爭近三年後首次公開露面，發表2個小時的宣傳採訪，聲稱自己和家人2022年5月逃離烏克蘭，現時住在中國北京，拒絕透露如何離開烏克蘭，採訪中附和俄羅斯的宣傳，將俄羅斯的全面入侵歸咎於烏克蘭總統澤連斯基，並反對烏克蘭加入歐盟和北約，批評西方對莫斯科實施的制裁。在俄羅斯全面入侵烏克蘭開始前不久，英國外交部曾警告，俄羅斯克里姆林宮打算任命穆拉耶夫為基輔俄羅斯傀儡政權的首腦。在俄羅斯全面入侵烏克蘭的第二天，穆拉耶夫曾呼籲基輔投降。而採訪中穆拉耶夫表示自己不會競選任何職位，在短期內亦看不到任何返回烏克蘭的可能性。烏克蘭國家安全局曾在2023年指控穆拉耶夫犯下叛國罪。

## 1月18日

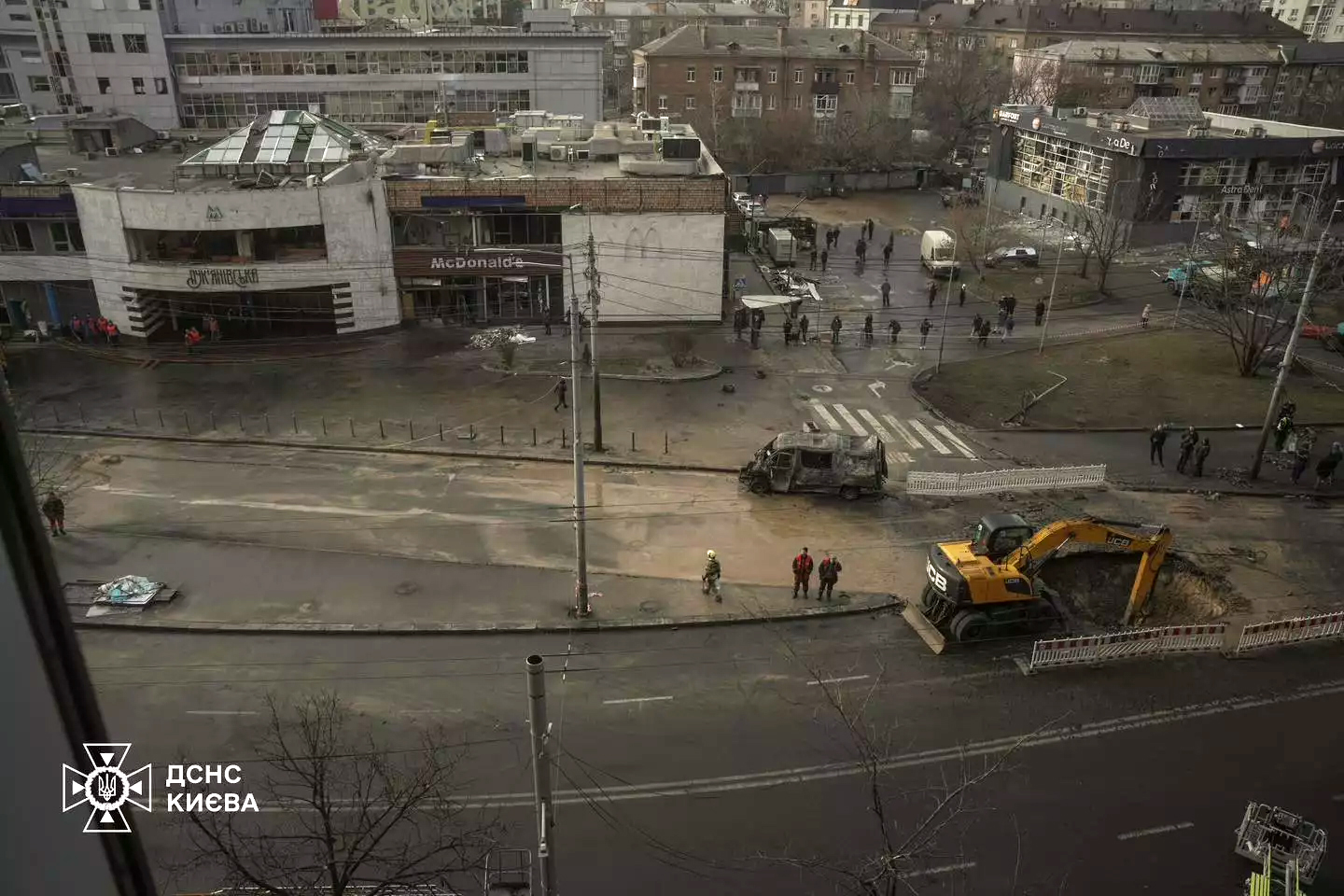
位於基輔市烏克蘭全國首家麥當勞在俄軍襲擊後受損

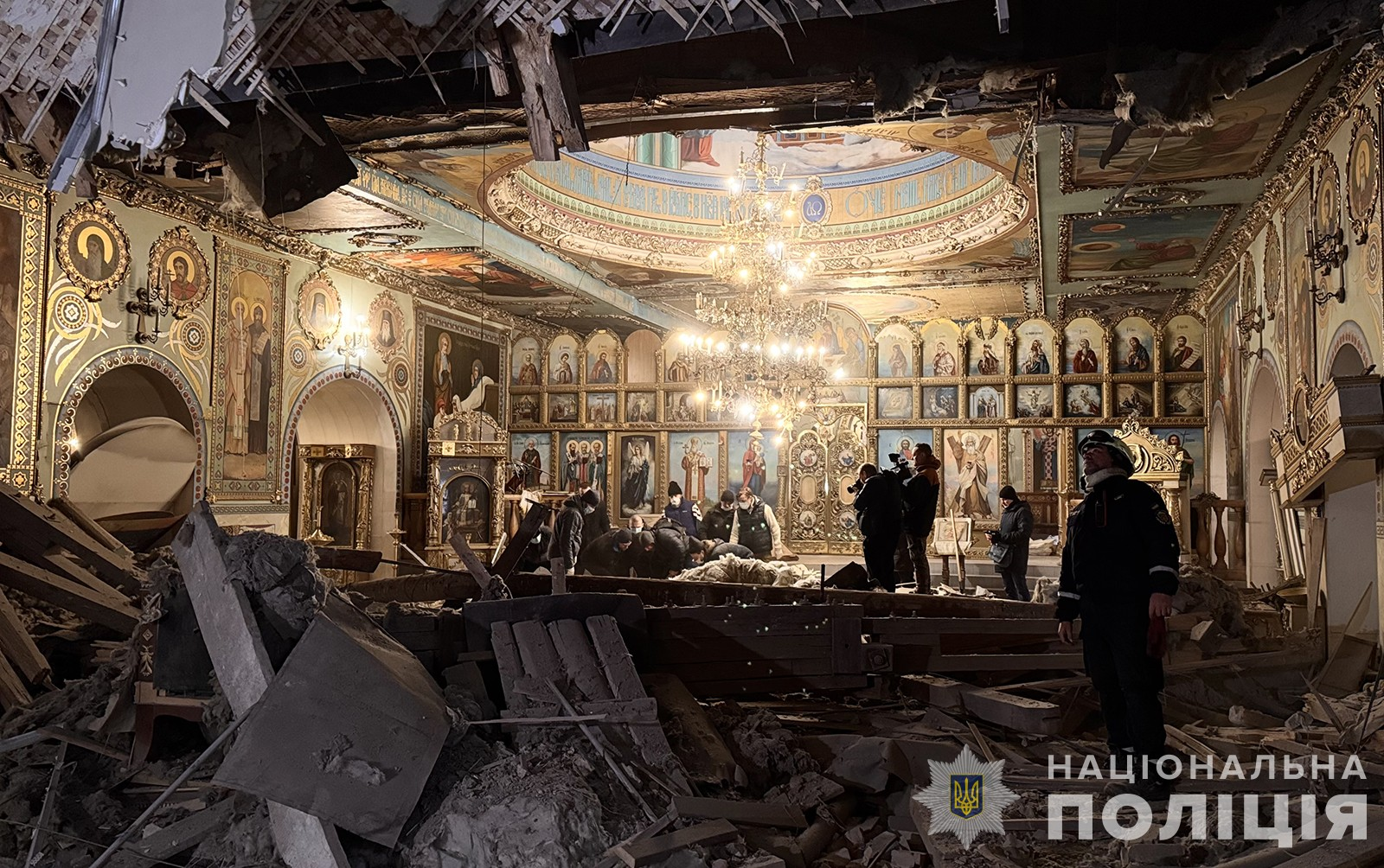
位於扎波羅熱市的聖安德魯大教堂在俄軍襲擊後受損

烏克蘭地方政府表示，截至18日上午9時，俄羅斯在過去24小時內襲擊赫爾松、基輔、蘇梅、尼古拉耶夫、第聶伯羅彼得羅夫斯克、頓涅茨克、盧甘斯克、哈爾科夫和切爾尼戈夫等地，至少造成9名平民死亡，38名平民受傷。烏克蘭空軍表示，俄羅斯午夜至凌晨期間，對烏克蘭發動導彈和無人機襲擊，俄軍從布良斯克和沃羅涅日發射4枚伊斯坎德爾-M/KN-23彈道導彈，從米列羅沃區、布良斯克、濱海阿赫塔爾斯克發射39架見證者-136無人機和不明型號無人機，防空系統在基輔地區擊落2枚伊斯坎德爾-M/KN-23彈道導彈，在波爾塔瓦、蘇梅、哈爾科夫、切爾卡瑟、切爾尼戈夫、赫梅利尼茨基、第聶伯羅彼得羅夫斯克、尼古拉耶夫、扎波羅熱、基輔、基洛夫格勒、赫爾松、頓涅茨克和日托米爾等地區擊落24架無人機。另有14架無人機因電子戰措施，未能擊中目標。基輔市軍事管理局表示，俄軍清晨對基輔發動襲擊，墜落的導彈碎片導致多間民居受損，至少造成3名平民死亡，3名平民受傷。連鎖快餐店麥當勞烏克蘭分公司表示，俄羅斯對基輔的導彈襲擊損壞位於基輔市舍甫琴基夫斯基區盧基揚夫斯卡地鐵站附近的烏克蘭全國第一家麥當勞。
烏克蘭武裝部隊總參謀部表示，自全面入侵以來，俄羅斯在烏克蘭損失817,160名士兵，過去一天俄軍有1,340人傷亡，累計損失9,803輛戰車、20,394輛裝甲戰鬥車輛、34,325輛車輛和油箱、22,040門火砲系統、1,262套多管火箭系統、1,046套防空系統、369架飛機、331架直升機、22,579架無人機、3,049枚巡弋飛彈、28艘船隻和1艘潛艦等。駐紮在頓涅茨克州前線波克羅夫斯克鎮的烏克蘭第48獨立突擊營士兵發布片段，公開反對武裝部隊總司令瑟爾斯基撤換該營的指揮官萊努爾·伊斯拉莫夫，指出在保衛該地區另一個戰鬥熱點近一年後，部隊於10天前被部署到波克羅夫斯克並被撤換指揮官，形容在關鍵時刻更換指揮官是對部隊戰鬥能力的直接威脅，並破壞戰鬥人員的信任。烏克蘭武裝部隊總參謀部表示，2024年12月俄軍在戰場上使用434次化學武器，包括使用含有化學物質CS的新型特殊RG-VO毒氣手榴彈和K-51氣溶膠手榴彈，累計錄得5,389宗個案，嚴重違反戰爭規則並已經系統性使用。烏克蘭軍隊盧甘斯克作戰戰術小組發言人表示，烏軍對前線恰西夫亞爾市被俄羅斯佔領的耐火材料廠發動空襲。
俄羅斯圖拉州州長表示，烏克蘭無人機襲擊俄羅斯圖拉州烏茲洛瓦亞鎮一個石油倉庫，引發火災。俄羅斯卡盧加州州長表示，烏克蘭無人機襲擊俄羅斯卡盧加州柳迪諾沃市的一個油廠，並引發火災。烏克蘭傳媒「基輔獨立報」引述總參謀部和國防部情報總局消息報道，國防部情報總局無人機在襲擊中至少擊中圖拉州石油倉庫10次，另外亦襲擊卡盧加州俄羅斯柳迪諾沃鎮的一個石油倉庫。
俄羅斯國防部表示，東部集團軍部隊已經佔領頓涅茨克地區弗列米夫卡村，中部集團軍部隊已經佔領頓涅茨克地區彼得羅巴甫洛夫卡村。
烏克蘭國家調查局表示，通緝烏克蘭國會前親俄議員兼富豪瓦迪姆·諾文司基涉嫌自2014年俄羅斯吞併克里米亞以來，一直在公開附和親俄羅斯宣傳，試圖在烏克蘭社會中形成反政府和親俄情緒，為俄羅斯的侵略辯護等，同時與親俄的莫斯科宗主教聖統烏克蘭正教會關係密切，犯下叛國罪和煽動宗教仇恨罪。烏克蘭國家安全局表示，1名基輔市地鐵工程師涉嫌協助俄軍追蹤烏軍的動向和陣地，協調俄軍使用導彈和無人機襲擊首都基輔和哈爾科夫州，並按指示建立一個特工網路，以監測烏軍和貨物的活動。另外，第聶伯羅彼得羅夫斯克州一家建築材料公司涉嫌向俄羅斯運送用於建造核武器實驗室的金屬產品，公司所有者和3名下屬涉嫌向侵略國提供援助，被控叛國罪。
俄羅斯外交部發言人扎哈羅娃表示，批評烏克蘭和英國之間簽署所謂百年夥伴關係協議中可能在烏克蘭部署英國軍事資產，特別是在亞速海，在2014年俄羅斯吞併克里米亞後，已將亞速海視為俄羅斯的內海和領土一部份，協議從俄羅斯角度來看毫無意義，只是基輔的公關運動，對相關地區的行動是對俄羅斯內部事務的嚴重干預。
烏克蘭國防部副部長梅爾尼克表示，烏克蘭高等教育機構學生如果在基礎軍事訓練考試中不及格或拒絕宣誓軍事誓言，將無法繼續在高等教育機構學習。
俄羅斯獨立媒體Mediazona與BBC新聞俄語根據公共來源，包括訃告、親屬、地區媒體和地方當局的報道，確認自2022年2月俄羅斯全面入侵烏克蘭以來，88,726名俄羅斯陣亡士兵的名字，近4,600多名軍官在烏克蘭的戰鬥中喪生，至少有15,264名從監獄招募的囚犯、20,129名志願者和10,367名動員士兵在戰爭中死亡，而實際數字可能更高。

## 1月19日
烏克蘭空軍表示，俄羅斯午夜至凌晨期間，對烏克蘭發動無人機襲擊，俄軍從米列羅沃區、布良斯克、奧廖爾發射61架見證者-136無人機和不明型號無人機，防空系統在波爾塔瓦、蘇梅、哈爾科夫、切爾卡瑟、切爾尼戈夫、第聶伯羅彼得羅夫斯克、尼古拉耶夫、基輔和日托米爾等地區擊落43架無人機。另有15架無人機因電子戰措施，未能擊中目標。
烏克蘭武裝部隊總參謀部表示，自全面入侵以來，俄羅斯在烏克蘭損失818,740名士兵，過去一天俄軍有1,580人傷亡，累計損失9,811輛戰車、20,412輛裝甲戰鬥車輛、34,401輛車輛和油箱、22,055門火砲系統、1,262套多管火箭系統、1,046套防空系統、369架飛機、331架直升機、22,615架無人機、3,051枚巡弋飛彈、28艘船隻和1艘潛艦等。總參謀部表示，武裝部隊總司令瑟爾斯基下令調查烏克蘭部隊第156獨立機械化旅展開調查，揭示一些重大缺陷，並指出解決問題的計劃包括更換領導層，任命一名具有實際戰鬥和指揮經驗的指揮官，將經過戰鬥考驗的軍官和中士調入該部隊。
俄羅斯國防部表示，中部集團軍部隊已經佔領頓涅茨克地區沃茲德維任卡村。
烏克蘭總統澤連斯基簽署法令對18名烏克蘭親俄政治家和宣傳者實施新制裁，包括獲得烏克蘭英雄榮譽勳章的尤里·博伊科，阻止為俄羅斯工作的宣傳者和站在敵方一邊的人，並將努力剝奪親俄人物的國家獎項。另外，澤連斯基與妻子第一夫人葉蓮娜一同前往醫院探望在波克羅夫斯克、哈爾科夫州和俄羅斯庫爾斯克地區作戰時受傷的士兵，並與退伍軍人事務部長卡爾美科娃會見軍醫和心理學家，討論為應對俄羅斯戰爭對烏克蘭士兵心理健康的負面影響而採取的行動。
烏克蘭武裝部隊總司令瑟爾斯基表示，烏克蘭正在努力開發防空系統，早在蘇聯時代，烏克蘭實際上能夠生產防空系統的所有控制系統，代表烏克蘭有能力建立，烏克蘭的本土系統旨在與美製愛國者防空系統相匹配，目前烏克蘭並不具備擊落俄羅斯新型「榛樹」中程高超音速導彈的能力，開發防空系統正希望解決相關問題。同時由於烏克蘭對俄羅斯軍事目標的長期打擊，襲擊目標包含生產彈藥、導彈部件、兩用產品工業企業和煉油廠，令俄羅斯的彈藥使用量減少近一半。俄軍2024年遭受自全面戰爭開始以來最大的損失，約15萬人喪生，軍事損失總額達到43.4萬名士兵，在這一年的戰鬥中損失比前兩年的損失更多。已下令禁止調動接受過培訓和專門從事飛機維修的高素質人員，不會被轉移到前線步兵部隊。
烏克蘭軍事監察員雷舍蒂洛娃表示，已經收到3,876份申訴，包括缺乏治療、無法轉診至軍事醫療委員會以及在軍事單位之間調動的問題，當中3千5百多起訴求與其職位相關，旨在保護士兵的權利，部分涉及建議或澄清。
斯洛伐克總理菲科表示，斯洛伐克在野黨代表團訪問烏克蘭並會見烏克蘭總統澤連斯基是在親吻澤連斯基的戒指，並承諾支援烏克蘭加入北約，更指控在野黨希望在斯洛伐克發動類似烏克蘭「廣場革命」的政變。

## 1月20日
烏克蘭地方政府表示，截至20日上午9時，俄羅斯在過去24小時內襲擊赫爾松、蘇梅、尼古拉耶夫、第聶伯羅彼得羅夫斯克、頓涅茨克、盧甘斯克、哈爾科夫和切爾尼戈夫等地，至少造成2名平民死亡，5名平民受傷。烏克蘭空軍表示，俄羅斯午夜至凌晨期間，對烏克蘭發動導彈和無人機襲擊，俄軍從庫爾斯克發射4枚伊斯坎德爾-M彈道導彈，從米列羅沃區、庫爾斯克、奧廖爾、布良斯克、濱海阿赫塔爾斯克發射141架見證者-136無人機和不明型號無人機，防空系統在波爾塔瓦、蘇梅、哈爾科夫、切爾卡瑟、切爾尼戈夫、赫梅利尼茨基、第聶伯羅彼得羅夫斯克、尼古拉耶夫、扎波羅熱、基輔、基洛夫格勒、赫爾松、頓涅茨克和文尼察等地區擊落93架無人機。另有47架無人機因電子戰措施，未能擊中目標。
烏克蘭武裝部隊總參謀部表示，自全面入侵以來，俄羅斯在烏克蘭損失820,430名士兵，過去一天俄軍有1,690人傷亡，累計損失9,821輛戰車、20,454輛裝甲戰鬥車輛、34,488輛車輛和油箱、22,074門火砲系統、1,262套多管火箭系統、1,049套防空系統、369架飛機、331架直升機、22,768架無人機、3,051枚巡弋飛彈、28艘船隻和1艘潛艦等。
俄羅斯國防部表示，在過去一天俄軍擊落1枚法製鐵錘航空制導炸彈、8枚美製海馬斯多管火箭彈和86架無人機。
俄羅斯國防部表示，俄軍集團軍部隊已經佔領盧甘斯克地區新葉戈羅夫卡村，中部集團軍部隊已經佔領頓涅茨克地區捨甫琴科村。過去一天，烏軍在特別軍事行動中損失1,390名軍人。俄軍航空兵、無人機、導彈部隊和炮兵摧毀152個有生力量和烏軍裝備聚集區。
烏克蘭總統澤連斯基表示，過去一週俄軍向烏克蘭發射約550架無人機、近60枚各種型別的導彈和660多枚空中炸彈，烏軍擊落33枚導彈和311枚無人機，另有136架無人機沒有到達預定目標。
烏克蘭國家調查局表示，已拘留第155基輔的安妮旅指揮官涉嫌沒有回應其部隊的違規行為，包括士兵未經授權離開軍事部隊、故意不執行公務，特別是在2024年期間，沒有向審前調查機構提交關於犯下刑事罪行的下屬的報告。
美國總統特朗普宣誓就職，並在白宮橢圓形辦公室回答記者提問時表示，計劃很快與俄羅斯總統普京會面，以盡快解決俄烏問題，目前相關談判已在進行中。認為烏克蘭和俄羅斯的戰爭根本不應該開始，美國將盡可能快地完成這項工作。只有在與普京通話後，才會清楚結束戰爭的可能時間。並表示相信烏克蘭總統澤連斯基亦希望通過協議解決衝突。俄羅斯總統普京表示，希望在烏克蘭實現持久的和平而不是臨時的停火，看到美國新選出的總統以及其團隊成員有關希望恢復與俄羅斯直接接觸的聲明，亦聽到有關有必要竭力避免第三次世界大戰的聲明。俄羅斯當然歡迎這項態度，並祝賀美國當選總統就職。
法國總統馬克龍表示，即使美國總統特朗普重返白宮，俄羅斯對烏克蘭的戰爭不會在明天或後天結束，形容不要自欺欺人，重要的是給烏克蘭持久的手段，並從強勢地位進入任何未來的談判，當敵對行動停止時，挑戰將是保證俄羅斯不會在烏克蘭領土上重新發動戰爭，並保證歐洲的安全，一再呼籲歐洲為自己的國防承擔更多責任。
土耳其總統埃爾多安會見到訪的斯洛伐克總理菲科時表示，在戰爭對鄰近地區的後果進一步加深之前，烏克蘭必須儘快實現公正和持久的和平，重申土耳其對目標的持續承諾，並指出計劃與新任美國總統特朗普討論此事。斯洛伐克總理菲科表示，斯洛伐克在戰爭結果中的影響力有限，如果美國新政府能夠迅速結束戰爭，將得到全力支援，並認為俄羅斯撤出烏克蘭被佔領土的可能性很小。

## 1月21日
烏克蘭地方政府表示，截至21日上午9時，俄羅斯在過去24小時內襲擊赫爾松、蘇梅、尼古拉耶夫、第聶伯羅彼得羅夫斯克、頓涅茨克、盧甘斯克、哈爾科夫和切爾尼戈夫等地，至少造成15名平民受傷。烏克蘭空軍表示，俄羅斯午夜至凌晨期間，對烏克蘭發動導彈和無人機襲擊，俄軍從米列羅沃區、奧廖爾、濱海阿赫塔爾斯克發射131架見證者-136無人機和不明型號無人機，防空系統在波爾塔瓦、蘇梅、哈爾科夫、切爾卡瑟、切爾尼戈夫、日托米爾、赫梅利尼茨基、第聶伯羅彼得羅夫斯克、尼古拉耶夫、扎波羅熱、基輔、基洛夫格勒、赫爾松、頓涅茨克和文尼察等地區擊落72架無人機。另有59架無人機因電子戰措施，未能擊中目標。
烏克蘭武裝部隊總參謀部表示，自全面入侵以來，俄羅斯在烏克蘭損失822,030名士兵，過去一天俄軍有1,600人傷亡，累計損失9,833輛戰車、20,477輛裝甲戰鬥車輛、34,682輛車輛和油箱、22,134門火砲系統、1,262套多管火箭系統、1,050套防空系統、369架飛機、331架直升機、22,898架無人機、3,051枚巡弋飛彈、28艘船隻和1艘潛艦等。烏克蘭第78空中突擊團表示，將就早前團內士兵申訴，攻擊無人機部隊排長迫使士兵完成太多任務，導致士兵精疲力竭，在處理爆炸物時出現致命事故，進行內部調查。
俄羅斯國防部表示，在過去一天俄軍擊落4枚法製鐵錘航空制導炸彈、6枚美製海馬斯多管火箭彈和156架無人機。
俄羅斯Telegram頻道「Astra」報道，烏克蘭無人機襲擊西部斯摩稜斯克航空廠，引發火災。斯摩棱斯克州州長表示，墜落無人機碎片導致民居受損，並指網上流傳虛假消息。俄羅斯沃羅涅日州州長表示，烏克蘭無人機襲擊沃羅涅日州的利斯金斯卡婭石油倉庫引發大火。烏克蘭武裝部隊總參謀部表示，烏軍襲擊俄羅斯沃羅涅日州的利斯金斯卡婭石油倉庫、斯摩稜斯克航空廠和俄佔頓涅茨克地區的俄羅斯指揮所。烏克蘭國家安全與國防委員會下屬的「反虛假資訊中心」表示，斯摩棱斯克航空工廠參與蘇-25軍用飛機的生產和現代化。
俄羅斯國防部表示，過去一天，烏軍在特別軍事行動中損失1,660名軍人。俄軍航空兵、無人機、導彈部隊和炮兵摧毀148個有生力量和烏軍裝備聚集區。自特別軍事行動開始以來，俄軍總共摧毀烏軍652架戰機、283架直升機、41,034架無人機、590套防空系統、20,702輛坦克和其它裝甲戰車、1,510套多管火箭發射系統、20,845門野戰炮和迫擊炮、30,540輛特種軍車。
烏克蘭總統澤連斯基抵達瑞士達沃斯，參加世界經濟論壇，將與拉丁美洲和亞洲國家領導人舉行雙邊會談，以及與商界領袖會晤。澤連斯基座論壇上發表講話，敦促歐洲在俄羅斯威脅升級戰爭的情況下加強自身的安全保障，歐洲必須確立自身作為一個強大的全球參與者的地位，雖然美國仍然是不可或缺的盟友，但華盛頓懷疑歐洲是否有能力為全球安全作出有意義的貢獻。強調目前軍事能力的不平衡，指出俄羅斯現役軍人達150萬，而烏克蘭約80萬人，法國則為20萬人。呼籲歐洲國家團結起來反對俄羅斯的侵略，並警告北韓士兵離達沃斯越來越近。希望在2025年迅速和公平地結束俄羅斯的戰爭，強調確保烏克蘭人能夠安全返回家園和重建生活的重要性，歐洲需要進行強而有力的接觸，並呼籲盟國向美國總統特朗普提供準確資訊。同時認為至少需要20萬名歐洲士兵在烏克蘭東線擔任維和人員，才能執行未來有機會達成的和平協議。澤連斯基在22日澄清實際人數將取決於烏克蘭軍隊規模，由於基輔將努力維持一支擊退俄羅斯未來侵略所需的100萬人軍隊，部署相關部隊將取決於美國和歐洲的支援。如果美國和歐洲不願意支援，烏克蘭將需要削減人數，維和部隊則必須彌補相關數量。
烏克蘭總統澤連斯基在瑞士達沃斯與阿爾巴尼亞總理拉馬簽署10年安全合作協議，包括兩國在國防、情報共享、網路安全、核安全等領域的合作，以及相互支援加入歐盟等，協議中阿爾巴尼亞重申自1991年以來，堅定不移地支援烏克蘭在其國際公認的邊界內的獨立、主權和領土完整。
烏克蘭國家安全局表示，國家安全局拘留1名武裝部隊首席精神病學家奧萊赫·德魯茲，涉嫌非法致富超過100萬美元，自2022年全面戰爭爆發以來，獲得大量未申報的資產，包括基輔州一棟房子、基輔市和敖德薩市的公寓、豪華汽車和地塊。烏克蘭國家電視臺引述法院公告報道，烏克蘭前親俄電視頻道主持人納扎爾·迪爾迪察住所被烏克蘭國家安全局搜查後，被指控有大量證據和獨立專家結論指出迪爾迪察涉嫌舉行反烏克蘭活動，在俄羅斯全面入侵後，定期邀請親俄嘉賓參加其YouTube頻道節目，並利用討論為俄羅斯的侵略和戰爭罪辯護。另外，烏克蘭國家電視臺報道，負責指揮2024年春天在哈爾科夫州防禦的3名烏克蘭軍官遭到烏克蘭國家安全局拘留，基輔法院下令拘捕他們，指控他們違反軍事法規，沒有利用掌握的所有資源來擊退俄羅斯的進攻，令俄軍成功推進幾公里。
烏克蘭駐以色列大使柯爾尼丘克會見以色列外交部副部長哈斯克爾後表示，會面期間哈斯克爾提議將以色列在黎巴嫩的行動中繳獲的俄羅斯武器移交烏克蘭。柯爾尼丘克感謝相關提議，並強調烏克蘭和以色列面臨的共同威脅。
美國總統特朗普表示，如果俄羅斯總統普京未能與烏克蘭談判達成和平協議，可能會對俄羅斯實施額外的制裁，又指出其團隊正與烏克蘭總統澤連斯基方面對話，很快亦將與普京對話，又宣稱已經向中國國家主席習近平施壓，要求對方介入以停止俄烏戰事。美國國務卿盧比歐表示，美國總統特朗普政府正在努力實現烏克蘭的可持續和平，令俄羅斯的戰爭不會在兩到四年內重新開始，為歐洲帶來穩定。
北約歐洲盟軍最高指揮官卡沃利表示，不擔心烏克蘭會突然輸掉戰爭，認為不是政治願景，而是軍事願景，與雙方前線情況有關，烏克蘭一直在進行有效的防禦，但俄羅斯沒有足夠的力量在烏克蘭取得重大突破。

## 1月22日
烏克蘭地方政府表示，截至22日上午9時，俄羅斯在過去24小時內襲擊赫爾松、蘇梅、尼古拉耶夫、第聶伯羅彼得羅夫斯克、頓涅茨克、盧甘斯克、哈爾科夫和切爾尼戈夫等地，至少造成2名平民死亡，29名平民受傷。烏克蘭空軍表示，俄羅斯午夜至凌晨期間，對烏克蘭發動無人機襲擊，俄軍從米列羅沃區、庫爾斯克、布良斯克、奧廖爾、濱海阿赫塔爾斯克和俄佔克里米亞發射99架見證者-136無人機和不明型號無人機，防空系統在波爾塔瓦、蘇梅、哈爾科夫、切爾卡瑟、切爾尼戈夫、敖德薩、赫梅利尼茨基、第聶伯羅彼得羅夫斯克、尼古拉耶夫、扎波羅熱和基輔等地區擊落65架無人機。另有30架無人機因電子戰措施，未能擊中目標。
烏克蘭武裝部隊總參謀部表示，自全面入侵以來，俄羅斯在烏克蘭損失823,980名士兵，過去一天俄軍有1,950人傷亡，累計損失9,844輛戰車、20,485輛裝甲戰鬥車輛、34,837輛車輛和油箱、22,194門火砲系統、1,262套多管火箭系統、1,050套防空系統、369架飛機、331架直升機、23,039架無人機、3,051枚巡弋飛彈、28艘船隻和1艘潛艦等。烏克蘭特種作戰部隊第8團表示，士兵在撤退前抵抗8個小時北韓士兵在俄羅斯庫爾斯克州的襲擊，至少造成21名北韓士兵死亡，40名士兵受傷。
俄羅斯國防部表示，在過去一天俄軍擊落114架無人機。
俄羅斯國防部表示，西部集團軍部隊已經佔領哈爾科夫地區扎帕德諾耶村。俄軍航空兵、無人機、導彈部隊和炮兵摧毀136個有生力量和烏軍裝備聚集區。自特別軍事行動開始以來，俄軍總共摧毀烏軍652架戰機、283架直升機、41,148架無人機、590套防空系統、20,724輛坦克和其它裝甲戰車、1,510套多管火箭發射系統、20,860門野戰炮和迫擊炮、30,582輛特種軍車。
烏克蘭總統澤連斯基在世界經濟論壇記者會上表示，在全面入侵開始以來的近3年間，美國和歐洲國家在整個全面戰爭中一直與俄羅斯保持情報機構層級上的聯絡，認為與俄羅斯的外交必須具有孤立主義，就像制裁一樣，如果領導層面不溝通，但情報層級不斷聯絡，只是在迎合俄羅斯。俄羅斯在戰爭初期，向澤連斯基發出最後通牒，希望迫使澤連斯基下臺，並由俄羅斯任命親克里姆林宮烏克蘭寡頭維克多·梅德韋丘克為烏克蘭總統，同時要求烏克蘭承認俄羅斯在頓巴斯的佔領當局，修改憲法以承諾維持中立，將軍隊縮減到5萬名士兵，放棄大部分武器庫，並承認俄語為烏克蘭的官方語言，認為相關的觀點與後來在土耳其舉行的和平談判中俄羅斯提出的觀點相似。另外，澤連斯基分別會見以色列總統赫爾佐格、阿根廷總統米萊、塞爾維亞總統武契奇和德國在野黨基民盟領導人梅爾茨，討論在各方面的合作。
烏克蘭國家安全局表示，拘留1名來自第聶伯羅的著名律師，亦是第聶伯羅彼得羅夫斯克州埋藏最深的俄羅斯聯邦安全局特工，涉嫌協助俄羅斯在2023年12月29日對第聶伯羅市進行導彈襲擊，造成6人死亡，30人受傷，然後試圖從克拉基維茨檢查站試圖越過波蘭邊境逃跑時被拘留。另外國家安全局表示，在1月18日至20日期間展開157次特別行動，打擊對國家安全、領土完整和國防能力構成威脅的罪行，進行287次搜查、222起指控和85起拘留，其中19人涉嫌為俄羅斯情報部門進行間諜活動、24人涉嫌損害烏克蘭經濟利益、63人組織逃兵計劃和39人犯下與軍隊相關罪行等。
美國總統特朗普在社交平台上表示，不想傷害俄羅斯，愛俄羅斯人民，並且一直與總統普京保持着非常好的關係，如果不儘快就烏克蘭問題達成協議，將別無選擇，只能對俄羅斯和其他參與國售往美國的任何商品祭出高額稅收、關稅和制裁。呼籲普京停止這場荒謬的戰爭，並稱情況只會變得更糟，讓我們結束這場戰爭吧，並再次重申如果當時特朗普是總統，這場戰爭就不會開始，可以用簡單的方法，也可以用困難的方法來做到這一點，而簡單的方法總是更好。
伊科庫契里夫民主倡議基金會和拉祖姆科夫中心公布民意調查顯示，如果所有旅行限制都解除，約21%受訪烏克蘭人希望移居國外，當中29%受訪者移居原因是由於戰爭行動對生命受到威脅，26%希望與親人團聚。

## 1月23日
烏克蘭地方政府表示，截至23日上午9時，俄羅斯在過去24小時內襲擊赫爾松、蘇梅、尼古拉耶夫、第聶伯羅彼得羅夫斯克、頓涅茨克、盧甘斯克、哈爾科夫和切爾尼戈夫等地，至少造成2名平民死亡，46名平民受傷。烏克蘭空軍表示，俄羅斯午夜至凌晨期間，對烏克蘭發動導彈和無人機襲擊，俄軍沃羅涅日地區向扎波羅熱市發射4枚伊斯坎德爾-M/KN-23彈道導彈，從米列羅沃區、庫爾斯克、布良斯克、奧廖爾、濱海阿赫塔爾斯克發射92架見證者-136無人機和不明型號無人機，防空系統在波爾塔瓦、蘇梅、哈爾科夫、赫爾松、切爾尼戈夫、第聶伯羅彼得羅夫斯克、尼古拉耶夫、扎波羅熱等地區擊落57架無人機。另有27架無人機因電子戰措施，未能擊中目標。烏克蘭扎波羅熱州州長表示，俄軍凌晨發射導彈襲擊扎波羅熱市，至少造成1名平民死亡，45名平民受傷，包括1名嬰兒和4名烏克蘭國家應急服務僱員。
烏克蘭武裝部隊總參謀部表示，自全面入侵以來，俄羅斯在烏克蘭損失825,320名士兵，過去一天俄軍有1,340人傷亡，累計損失9,850輛戰車、20,497輛裝甲戰鬥車輛、34,905輛車輛和油箱、22,256門火砲系統、1,262套多管火箭系統、1,050套防空系統、369架飛機、331架直升機、23,111架無人機、3,051枚巡弋飛彈、28艘船隻和1艘潛艦等。烏克蘭武裝部隊總司令瑟爾斯基表示，在對由法國訓練，出現管理不善的第155基輔安妮旅進行調查和改善後，該旅正在逐漸獲得戰鬥能力。烏克蘭軍方霍爾蒂恰作戰戰術小組發言人表示，駐紮在頓涅茨克州大諾沃西爾卡村附近的烏軍正面臨被俄軍包圍的風險，俄軍正試圖透過猛烈的火力控制通往該村莊的道路。
俄羅斯國防部表示，在過去一天俄軍擊落29架無人機。
俄羅斯國防部表示，中部集團軍部隊已經佔領頓涅茨克地區索廖諾耶村。俄軍航空兵、無人機、導彈部隊和炮兵摧毀144個有生力量和烏軍裝備聚集區。自特別軍事行動開始以來，俄軍總共摧毀烏軍652架戰機、283架直升機、41,177架無人機、590套防空系統、20,739輛坦克和其它裝甲戰車、1,510套多管火箭發射系統、20,877門野戰炮和迫擊炮、30,616輛特種軍車。
烏克蘭國防部情報總局局長布達諾夫表示，北韓預計將向俄羅斯庫爾斯克州派遣增援部隊，主要是槍支和火箭炮兵部隊，除了2024年已經提供的148枚導彈外，北韓預計將在2025年向俄羅斯提供150枚短程KN-23彈道導彈。另外，俄羅斯將進一步獲得170毫米M1989 Koksan自走式火炮和M-1991 240毫米多管火箭系統，而在過去三個月北韓已經提供120套相關系統。
烏克蘭總檢察長辦公室表示，烏克蘭檢察官正在調查一宗俄軍在頓涅茨克州前線即時處決6名烏克蘭俘虜的案件。
俄羅斯總統新聞秘書佩斯科夫表示，俄羅斯沒有看到美國總統特朗普提出任何特別新的元素，眾所皆知特朗普在其第一任期中，是最常訴諸制裁的美國總統。俄羅斯準備與美國進行平等和尊重的對話，就像特朗普的第一任期一樣，但目前沒有為特朗普和普京的會晤作準備。俄羅斯外交部發言人扎哈羅娃表示，未來在與俄羅斯的戰爭中停火的情況下，向烏克蘭部署北約維和特遣隊可能會被視為不受控制的升級。
美國總統特朗普在瑞士達沃斯世界經濟論壇發表視像演說時表示，將要求石油輸出國組織降低石油價格，認為如果價格立即下降，俄烏戰爭將立即結束，油價下跌將耗盡俄羅斯用於烏克蘭戰爭的主要收入來源。並且表示希望能夠盡快與俄羅斯總統普京會面，以結束戰爭。而且認為俄羅斯總統普京和烏克蘭總統澤連斯基都對俄烏戰爭負有共同責任，承認烏克蘭抵禦俄羅斯的勇敢，並且表示澤連斯基已經受夠了，準備實現和平，但特朗普形容澤連斯基不是天使，決定了戰鬥，而不是達成協議。美國國防部表示，總統特朗普在就職當天簽署暫停美國對外發展援助90天，以重新審視的行政命令，不適用於對烏克蘭的軍事援助。
北約秘書長呂特呼籲美國繼續向烏克蘭提供武器，並且表示如果特朗普政府願意繼續向烏克蘭提供武器，歐洲承諾願意繼續提供資金。另外表示，俄羅斯總統普京對於北約未來加入的成員國沒有否決和發言權，強調烏克蘭正式加入北約是持久和平的最佳保障，需要避免重複明斯克協議的失敗，並強調確保烏克蘭在未來與俄羅斯進行任何談判之前都處於強而有力位置的重要性。
烏克蘭基輔國際社會學研究所公布民意調查顯示，57%受訪烏克蘭人認為任何不完全恢復烏克蘭領土完整的和平協議都註定失敗，超過一半受訪者積極看待特朗普的總統任期，認為有助於烏克蘭的和平。

## 1月24日

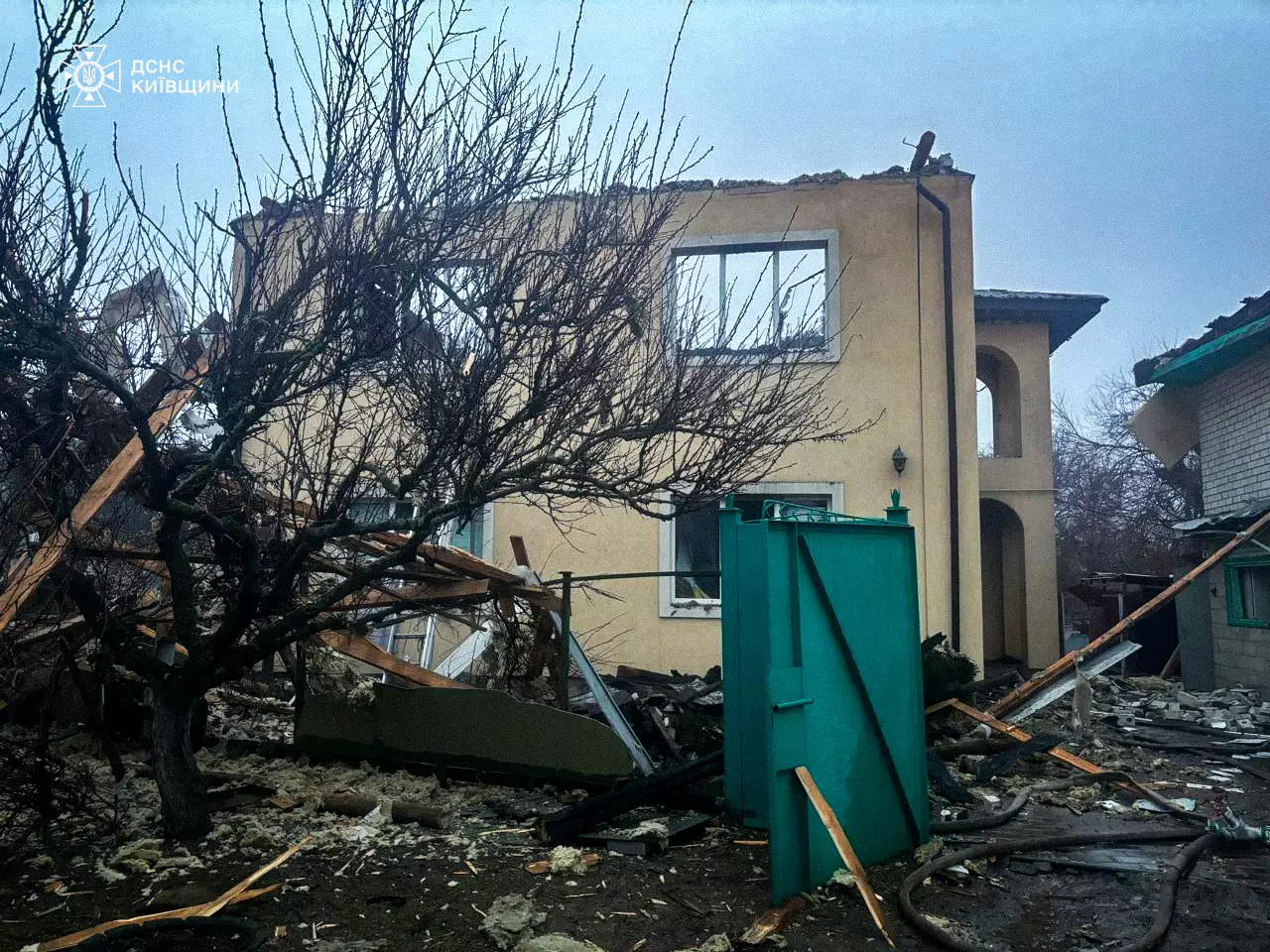
俄軍襲擊基輔州布羅瓦里後

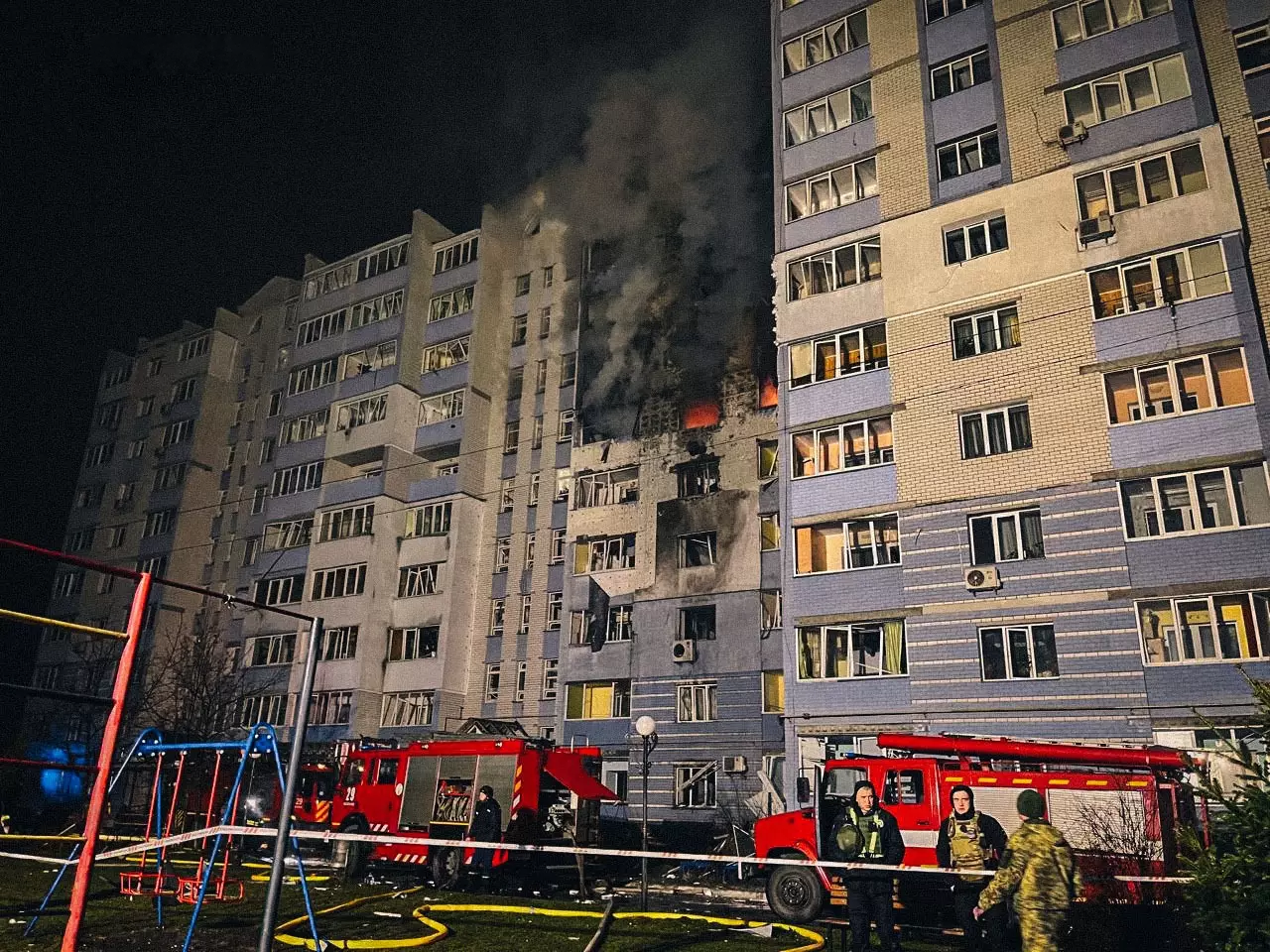
俄軍襲擊基輔州赫萊瓦哈後

烏克蘭地方政府表示，截至24日上午9時，俄羅斯在過去24小時內襲擊赫爾松、蘇梅、尼古拉耶夫、第聶伯羅彼得羅夫斯克、頓涅茨克、盧甘斯克、基輔、哈爾科夫和切爾尼戈夫等地，至少造成6名平民死亡，9名平民受傷。烏克蘭空軍表示，俄羅斯午夜至凌晨期間，對烏克蘭發動導彈和無人機襲擊，俄軍從庫爾斯克、布良斯克、奧廖爾、濱海阿赫塔爾斯克發射58架見證者-136無人機和不明型號無人機，防空系統在蘇梅、基輔、利沃夫、切爾尼戈夫、切爾卡瑟、日托米爾、赫梅利尼茨基等地區擊落25架無人機。另有27架無人機因電子戰措施，未能擊中目標。烏克蘭基輔軍事管理局表示，午夜至凌晨期間，俄軍針對基輔州發動無人機襲擊，墜落的無人機碎片擊中民居，至少造成2名平民死亡，1名平民受傷。
烏克蘭武裝部隊總參謀部表示，自全面入侵以來，俄羅斯在烏克蘭損失826,820名士兵，過去一天俄軍有1,500人傷亡，累計損失9,852輛戰車、20,508輛裝甲戰鬥車輛、34,992輛車輛和油箱、22,295門火砲系統、1,263套多管火箭系統、1,050套防空系統、369架飛機、331架直升機、23,162架無人機、3,051枚巡弋飛彈、28艘船隻和1艘潛艦等。烏克蘭軍方霍爾蒂恰作戰戰術小組發言人表示，俄軍未能在頓涅茨克州波克羅夫斯克側翼切斷後勤路線，已經開始使用遠端或不同型號導彈和無人機更積極地攻擊該鎮。
俄羅斯國防部表示，過去一夜防空部隊攔截121架烏克蘭無人機，其中在布良斯克州上空攔截37架、梁贊州20架以及庫爾斯克州和薩拉托夫州各17架等。俄羅斯Telegram頻道報道，烏克蘭無人機襲擊梁贊州，梁贊煉油廠傳出爆炸聲和起火，至少10架無人機在設施上空地擊落。烏克蘭國家安全與國防委員會下屬的「反虛假信息中心」負責人表示，梁贊煉油廠是俄羅斯石油工業的關鍵設施之一，為俄羅斯的民用和軍工綜合體提供燃料方面發揮著重要作用。烏克蘭傳媒「基輔獨立部」引述烏克蘭國家安全局和烏克蘭特種作戰部隊消息報道，烏克蘭對梁贊煉油廠和火力發電廠發動襲擊。莫斯科市市长表示，俄军防空系统在莫斯科州多个地区击落至少4架准备袭击莫斯科的无人机。多座机场一度限制飞机起降。
俄羅斯國防部表示，西部集團軍部隊已經佔領頓涅茨克地區季莫費耶夫卡村。俄軍過去一周，使用高精度武器和無人機發動8次集群打擊，擊中烏克蘭軍工綜合體和天然氣能源基礎設施等，俄軍亦攔截5枚法製鐵錘制導炸彈、17枚美製海瑪斯火箭彈，擊落752架無人機，自特別軍事行動展開以來，俄軍共摧毀652架戰機、283架直升機、41,395架無人機、590套防空系統、20,829輛坦克及其他裝甲戰車、1,510套多管火箭發射系統、20,913門火炮和迫擊炮、30,758輛軍用車輛。
俄羅斯總統普京表示，俄羅斯已經準備好與美國總統特朗普進行會談，討論結束烏克蘭戰爭，又指出如果美國總統特朗普在2020年競選第二個任期的「勝利沒有被盜」，可能就不會有烏克蘭危機，強調俄羅斯從未拒絕與美國政府接觸。同時又表示，烏克蘭的澤連斯基簽署法令，禁止烏克蘭與俄羅斯進行談判，突顯了基輔的立場，同時質疑澤連斯基總統之位的合法性。俄羅斯外交部長拉夫羅夫表示，贊同總統普京的說法，指出如果美國考慮到俄羅斯的利益，願意與特朗普進行對話。烏克蘭總統辦公室主任葉爾馬克回應普京的言論時表示，指責普京試圖在任何關於歐洲命運的會談中排除歐洲。
烏克蘭總統澤連斯基在俄羅斯總統普京提出準備好與美國總統特朗普舉行會談後表示，俄羅斯總統普京正試圖操縱美國總統特朗普實現和平的願望，相信俄羅斯的操縱不會成功。
俄羅斯總統新聞秘書佩斯科夫表示，為了全世界的利益，為了各國人民的利益，有興趣儘快開始與美國的談判程序，俄羅斯總統普京亦準備與美國總統特朗普舉行會談，同時回應前特朗普聲稱要求石油輸出國組織降低油價，有助立即結束戰爭。佩斯科夫反對有關言論，指戰爭並不取決於油價，而是對俄羅斯和俄羅斯人的危險。
俄羅斯外交部副部長格魯什科表示，俄羅斯認為禁止烏克蘭加入北約是解決俄烏戰爭的關鍵條件，批評北約在2008年布加勒斯特峰會達成的決議，即烏克蘭和喬治亞最終將成為北約成員，對歐洲安全產生災難性影響，並表示如果未能撤回該，將對俄羅斯的安全帶來不可接受的模糊性。烏克蘭外交部發言人泰克伊回應時形容格魯什科的言論是胡說八道，駁回俄羅斯要求取消北約2008年承諾烏克蘭最終將成為成員國決議的要求，指出俄羅斯沒有發言權，並讚揚北約當時的決定。
烏克蘭頓涅茨克州州長菲拉什金表示，由於俄羅斯炮擊增加，頓涅茨克州當局已決定開始對20多個定居點有兒童的家庭進行大規模疏散。
烏克蘭國家安全局表示，以叛國罪拘留一名18歲的軍校學員，涉嫌在利沃夫州接受培訓時，與俄羅斯聯邦安全局人員聯繫，提供敏感資訊以換取金錢獎勵，包括提供軍事設施位置、部隊部署和遭遇襲擊後的資料。
烏克蘭戰俘待遇協調總部表示，在烏克蘭國家安全局、內政部、國家緊急服務局和武裝部隊以及國際紅十字會的協助下，成功設法從盧甘斯克地區、頓涅茨克地區、巴赫穆特地區、武赫萊達爾地區和扎波羅熱地區，尋回757名在與俄羅斯作戰中陣亡的烏克蘭士兵遺體。
美國總統特朗普任命的烏克蘭和俄羅斯特斯凱洛格表示，向美國總統特朗普提議針對俄羅斯石油工業和俄羅斯出口商品實施更嚴格的制裁和關稅，迫使俄羅斯克里姆林宮透過談判結束烏克蘭的戰爭，認為俄羅斯從石油銷售中賺取數十億美元，僅在戰場上的勝利不可能迫使俄羅斯結束戰爭，將俄羅斯的石油收入減少到每桶45美元，可以削弱俄羅斯的經濟。
斯洛伐克多地爆發大規模反政府示威，表達對總理菲科施政和親俄言論的不滿。與此同時，菲科召開緊急記者會表示，烏克蘭對斯洛伐克國家保險公司發動網絡攻擊，沒有提供證據和細節。烏克蘭外交部發聲明表示，否認烏克蘭參與對斯洛伐克一間健康保險公司的網絡攻擊，呼籲菲科停止將烏克蘭描繪成敵人。
俄羅斯獨立媒體Mediazona與BBC新聞俄語根據公共來源，包括訃告、親屬、地區媒體和地方當局的報道，確認自2022年2月俄羅斯全面入侵烏克蘭以來，90,019名俄羅斯陣亡士兵的名字，近4,600多名軍官在烏克蘭的戰鬥中喪生，至少有15,376名從監獄招募的囚犯、20,674名志願者和10,531名動員士兵在戰爭中死亡，而實際數字可能更高。
追蹤軍事裝備損失的開源軍事網站「Oryx」報告顯示，俄羅斯全面入侵烏克蘭以來，俄軍損失至少20,027台裝備，其中15,051臺裝備被銷毁，852臺裝備受損，1,114臺裝備被遺棄和3,011臺裝備被俘。當中包括3,704輛坦克。烏克蘭方面則損失7,609臺軍事裝備。

## 1月25日

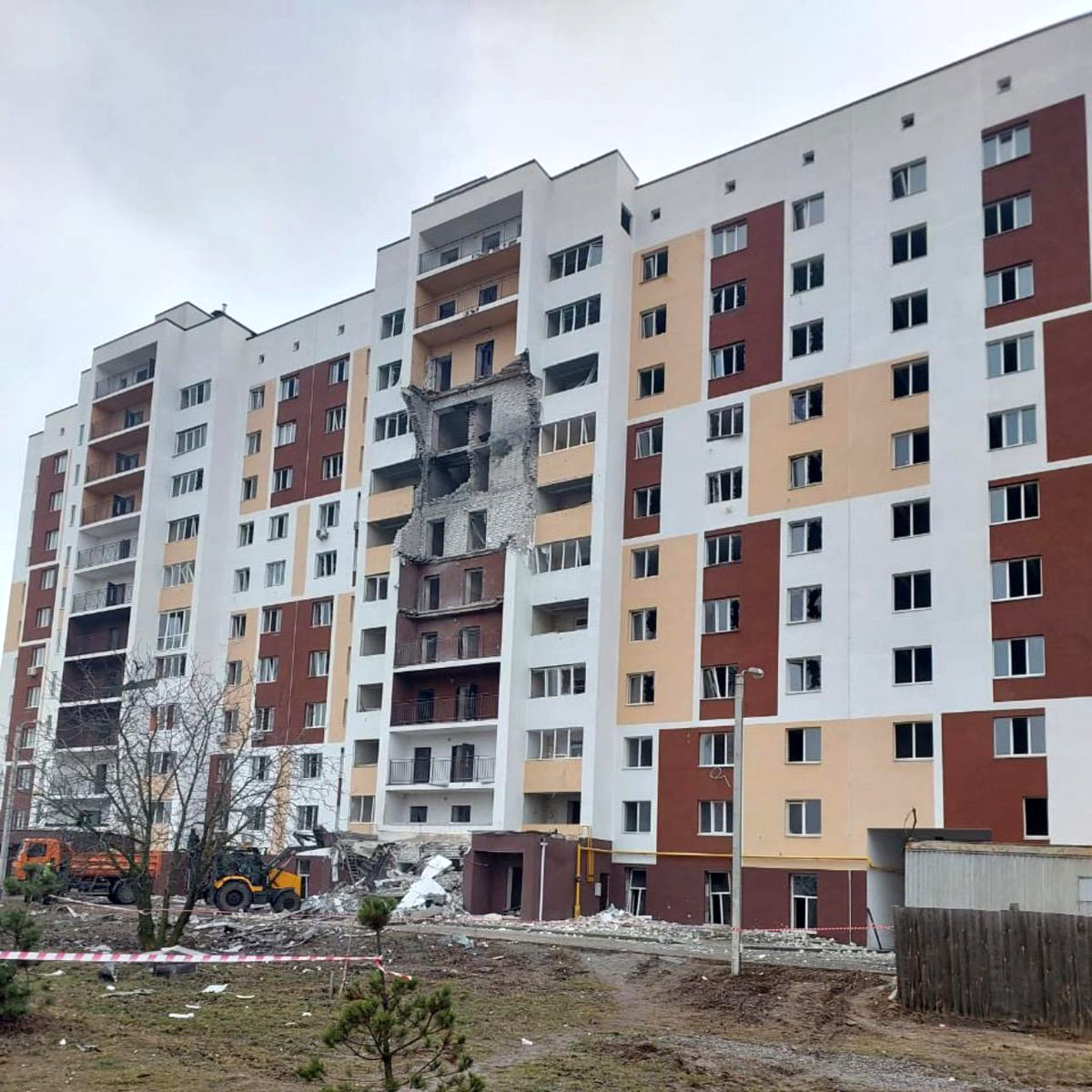
俄軍襲擊基輔州維什內韋後

烏克蘭地方政府表示，截至25日上午9時，俄羅斯在過去24小時內襲擊赫爾松、蘇梅、尼古拉耶夫、第聶伯羅彼得羅夫斯克、頓涅茨克、盧甘斯克、切爾卡瑟、哈爾科夫和切爾尼戈夫等地，至少造成10名平民受傷。烏克蘭空軍表示，俄羅斯午夜至凌晨期間，對烏克蘭發動導彈和無人機襲擊，俄軍從黑海發射2枚Kh-59/69巡航導彈，從米列羅沃區、庫爾斯克、布良斯克、奧廖爾、濱海阿赫塔爾斯克發射61架見證者-136無人機和不明型號無人機，防空系統在基輔、赫梅利尼茨基、赫爾松、敖德薩、蘇梅、扎波羅熱、哈爾科夫、波爾塔瓦、第聶伯羅彼得羅夫斯克、切爾卡瑟、基洛夫格勒、頓涅茨克等地區擊落2枚Kh-59/69巡航導彈和46架無人機。另有15架無人機因電子戰措施，未能擊中目標。哈爾科夫市長表示，俄羅斯使用無人機4次襲擊該市舍甫琴科、基輔和霍洛德納霍拉區，至少造成3名平民受傷。
烏克蘭武裝部隊總參謀部表示，自全面入侵以來，俄羅斯在烏克蘭損失828,470名士兵，過去一天俄軍有1,650人傷亡，累計損失9,859輛戰車、20,545輛裝甲戰鬥車輛、35,071輛車輛和油箱、22,309門火砲系統、1,263套多管火箭系統、1,050套防空系統、369架飛機、331架直升機、23,213架無人機、3,053枚巡弋飛彈、28艘船隻和1艘潛艦等。
俄羅斯國防部表示，在過去一天俄軍擊落3枚美製海馬斯多管火箭炮彈和44架無人機。
俄羅斯國防部表示，俄軍航空兵、無人機、導彈部隊和炮兵摧毀132個有生力量和烏軍裝備聚集區。自特別軍事行動開始以來，俄軍總共摧毀烏軍652架戰機、283架直升機、41,439架無人機、590套防空系統、20,843輛坦克和其它裝甲戰車、1,510套多管火箭發射系統、20,930門野戰炮和迫擊炮、30,776輛特種軍車。
烏克蘭總統澤連斯基會見到訪的摩爾多瓦總統桑杜，兩人表示已經準備好協助摩爾多瓦親俄分離主義地區德涅斯特河沿岸解決能源短缺問題，譴責俄羅斯對摩爾多瓦前所未有的顛覆活動和混合攻擊。另外，澤連斯基表示，烏克蘭準備為阿塞拜疆天然氣透過烏克蘭輸往歐洲提供便利。同時指出美國總統特朗普有可能履行結束烏克蘭戰爭的承諾，但認為前提是讓烏克蘭參與任何潛在的討論，否則相關討論不會起任何作用。
烏克蘭國會反貪污委員會主席拉迪娜表示，烏克蘭國防部長烏梅羅夫應該在解僱國防採購局負責人貝茲魯科娃後辭職，國防採購局監事會在23日一致同意延長貝茲魯科娃的任期1年，但國防部長烏梅羅夫在24日推翻相關決定，並表示不會同意相關合同。事件引發爭議，只有國防採購局監視會有權延長或終止負責人的合同，符合烏克蘭法律和組織章程，國防部曾單方面修改組織章程，引發社會不滿，令人擔憂危及西方對烏克蘭的軍事援助。
美國總統特朗普任命的烏克蘭和俄羅斯特使凱洛格表示，美國政府正在考慮使用被凍結的俄羅斯資產利潤為烏克蘭購買美國武器，認為可能是安全保證之一，這種方法可以成為全面解決方案的一部份，將支援烏克蘭對俄羅斯的戰爭，並加強美國國防工業。
英國傳媒「金融時報」引述知情人士報道，美國國務院歐洲暨歐亞事務局資深外交官員以國家安全為考量，請求新任國務卿魯比歐「解凍」援助烏克蘭相關計畫，並取消停止工作命令。魯比歐早前發布新指引，暫停支出現有的大部分援外資金，為期90天且立即生效。而有知情的烏克蘭政府官員向金融時報證實，美國對烏克蘭的軍事援助並不包含在凍結令中，對烏克蘭的軍援維持不變。烏克蘭總統澤連斯基則在與摩爾多瓦總統桑杜的聯合記者會中表示，軍事援助並未受到影響，但是尚未清楚人道援助計劃是否受到衝擊。

## 1月26日
烏克蘭空軍表示，俄羅斯午夜至凌晨期間，對烏克蘭發動無人機襲擊，俄軍從米列羅沃區、庫爾斯克、布良斯克、奧廖爾、濱海阿赫塔爾斯克發射72架見證者-136無人機和不明型號無人機，防空系統在基輔、赫梅利尼茨基、敖德薩、蘇梅、扎波羅熱、哈爾科夫、波爾塔瓦、第聶伯羅彼得羅夫斯克、頓涅茨克等地區擊落50架無人機。另有9架無人機因電子戰措施，未能擊中目標。
烏克蘭武裝部隊總參謀部表示，自全面入侵以來，俄羅斯在烏克蘭損失830,190名士兵，過去一天俄軍有1,720人傷亡，累計損失9,868輛戰車、20,549輛裝甲戰鬥車輛、35,124輛車輛和油箱、22,323門火砲系統、1,263套多管火箭系統、1,050套防空系統、369架飛機、331架直升機、23,253架無人機、3,053枚巡弋飛彈、28艘船隻和1艘潛艦等。總參謀部表示，烏克蘭空軍襲擊俄羅斯西部奧廖爾州的無人機儲存設施，摧毀防禦的混凝土結構，引爆無人機彈藥造成嚴重的二次爆炸，破壞200多架無人機。烏克蘭第110獨立機械化旅表示，烏軍為避免俄軍包圍頓涅茨克州大諾沃西爾卡，已成功撤出部分部隊，但村莊周圍仍在進行戰鬥，該村莊位於第聶伯羅彼得羅夫斯克州以東約15公里處，雙方裝備都稀少，但俄羅斯步兵數量遠遠超過烏克蘭。
俄羅斯Telegram頻道報道，烏克蘭無人機襲擊俄羅斯梁贊煉油廠，引發火災。梁贊州州長表示，防空部隊正在擊退無人機襲擊。
俄羅斯Telegram頻道「Astra」報道，俄軍誤將1枚UMPB-250炸彈投擲到俄羅斯別爾哥羅德地區一個村莊，沒有人員傷亡，統計俄軍全面入侵至今已經在俄羅斯和俄佔地區誤投165枚FAB炸彈。
烏克蘭總統澤連斯基表示，俄羅斯上週向烏克蘭發射1,250枚空中炸彈、750多架無人機和20枚導彈，再次重申遠端能力至關重要，制裁和降低石油價格是必不可少，關鍵是團結一致，堅定地保護生命。澤連斯基任命烏克蘭地面部隊指揮官德拉帕特出任頓涅茨克地區烏克蘭軍方霍爾蒂恰作戰戰術小組負責人。
烏克蘭國家電視臺引述美國國際開發署消息報道，在美國國務卿魯比歐實施90天的對外援助凍結後，美國國際開發署被告知停止在烏克蘭的專案，自俄羅斯全面入侵開始以來，已向烏克蘭提供超過26億美元的人道主義援助、50億美元的發展援助和300億美元的直接預算支援。

## 1月27日
烏克蘭地方政府表示，截至27日上午9時，俄羅斯在過去24小時內襲擊赫爾松、伊萬諾-弗蘭科夫斯克、蘇梅、尼古拉耶夫、第聶伯羅彼得羅夫斯克、頓涅茨克、盧甘斯克、切爾卡瑟、哈爾科夫和切爾尼戈夫等地，至少造成4名平民死亡，7名平民受傷。烏克蘭空軍表示，俄羅斯午夜至凌晨期間，對烏克蘭發動無人機襲擊，俄軍從從米列羅沃區、庫爾斯克、俄佔克里米亞、奧廖爾、濱海阿赫塔爾斯克發射104架見證者-136無人機和不明型號無人機，防空系統在基輔、赫梅利尼茨基、日托米爾、伊萬諾-弗蘭科夫斯克、蘇梅、扎波羅熱、哈爾科夫、波爾塔瓦、第聶伯羅彼得羅夫斯克、切爾卡瑟、文尼察、頓涅茨克等地區擊落57架無人機。另有39架無人機因電子戰措施，未能擊中目標。第聶伯羅彼得羅夫斯克州州長表示，俄軍上午對尼科波爾發動炮擊，至少造成5名平民受傷。
烏克蘭武裝部隊總參謀部表示，自全面入侵以來，俄羅斯在烏克蘭損失831,620名士兵，過去一天俄軍有1,430人傷亡，累計損失9,871輛戰車、20,561輛裝甲戰鬥車輛、35,183輛車輛和油箱、22,339門火砲系統、1,263套多管火箭系統、1,050套防空系統、369架飛機、331架直升機、23,327架無人機、3,053枚巡弋飛彈、28艘船隻和1艘潛艦等。烏克蘭特種作戰部隊發言人表示，北韓士兵在遭受重大損失後，暫時從俄羅斯庫爾斯克地區前線撤出。烏克蘭軍方霍爾蒂恰作戰戰術小組發言人表示，俄軍在頓涅茨克州波克羅夫斯克附近加強攻勢，部署小規模部隊試圖包圍烏軍，但遭到擊退。
俄羅斯國防部表示，在過去一天俄軍擊落4枚美製海馬斯多管火箭炮彈和64架無人機。
俄羅斯國防部表示，北部集團軍部隊已重新控制庫爾斯克州尼古拉耶沃達里因諾居民點。過去一天，烏軍在特別軍事行動中損失1,425名軍人。俄軍航空兵、無人機、導彈部隊和炮兵摧毀149個有生力量和烏軍裝備聚集區。自特別軍事行動開始以來，俄軍總共摧毀烏軍652架戰機、283架直升機、41,571架無人機、590套防空系統、20,858輛坦克和其它裝甲戰車、1,510套多管火箭發射系統、21,010門野戰炮和迫擊炮、30,830輛特種軍車。
烏克蘭傳媒「烏克蘭真理報」引述消息人士透露，國防部情報總局局長布達洛夫在烏克蘭國會閉門會議期間表示，除非在今年夏季開始舉行談判，否則烏克蘭將面臨嚴重問題。烏克蘭國防部情報總局隨即發表聲明指，局長布達洛夫從未在國會閉門會議中發表相關聯絡。烏克蘭國會在野黨派議員貢恰連科亦表示相關報道並非事實。
烏克蘭總統澤連斯基到訪波蘭克拉科夫出席國際大屠殺紀念日活動，並會見法國總統馬克龍和歐洲理事會主席科斯塔，討論繼續對俄羅斯總統普京施加壓力，包括制裁以及武器供應和未來幾個月的和平談判中的安全合作。
烏克蘭總統辦公室發佈總統澤連斯基在25日接受傳媒訪問時的錄影片段，期間澤連斯基為烏克蘭的動員努力辯護，認為將士兵帶回家的最快方法是動員足夠的軍人，迫使俄羅斯結束戰爭，如果明天讓一半士兵回家，那麼我們應該在第一天就投降，因為普京將能夠殺死所有人。採訪期間澤連斯基批評烏克蘭在1994年簽署「布達佩斯安全保障備忘錄」的決定，放棄核冇欺庫，而沒有得到強而有力的安全保證作為回報，認為當時烏克蘭是在美國和俄羅斯等大型經濟體的壓力下被迫放棄，形容決定愚蠢和不合邏輯邏，認為現時烏克蘭可以獲得與以色列從美國獲得的相同安全保證。
烏克蘭國防採購局局長貝茲魯科娃表示，通過國防採購局獲取彈藥的程序，可能因目前的法律爭議問題而受到阻礙，國防採購局監事會於23日一致同意延長貝茲魯科娃的任期，但國防部長烏梅羅夫於翌日推翻相關決定，但根據烏克蘭法律和國防採購局組織章程，只有國防採購局監事會有權推翻相關決定，引發法律爭議。七國集團各成員國住烏克蘭大使呼籲迅速解決國防採購局爭端，強調遵守治理標準的重要性，並敦促不間斷地繼續採購武器。
烏克蘭戰俘待遇協調總部表示，俄羅斯情報部門與軍方正是徒影響烏克蘭戰俘親屬，在士兵被俘虜後立即聯絡其家人，脅迫他們與俄軍合作，要求提供金錢、敏感資訊或參與非法行動，以換取戰俘在俄羅斯獲得更好待遇或納入交換戰俘計劃。
俄羅斯國防部副部長卡爾塔波洛夫表示，俄羅斯政府已經批准簡化徵兵程式的新措施，使更容易招募年輕人加入武裝部隊，包括曾逃避服役的人，改革旨在在質量上提高徵兵組織的水平。對於被認為適合服役的個人，將會擁有有效期為一年的服役檔案，軍事委員會可以在後續的徵兵中將相關個人送入軍隊，而無需進行額外的體檢或做出決定。
烏克蘭司法部表示，已要求最高反腐敗法院沒收俄羅斯石油公司「Tatneft」在烏克蘭約4,700萬美元資產，包括位於哈爾科夫和波爾塔瓦州的分公司，認為該公司由俄羅斯政府實際控制，為該俄羅斯收入作出重大貢獻。
烏克蘭基輔市政府表示，作為去俄羅斯化的一部分，位於基輔市佩切爾斯克區的俄羅斯生理學家伊萬·巴甫洛夫的雕像已被移走。
歐盟外交與安全政策高級代表卡拉斯表示，成員國駐歐盟大使已經同意再次延長對俄羅斯的制裁，繼續削弱俄羅斯用於資助其戰爭的收入。波蘭外交部長西科爾斯基表示，美國總統特朗普可能協助說服匈牙利撤回對延長制裁的反對。
新聞通訊社「路透社」報道，俄羅斯政府推出新版教科書「俄羅斯軍事史」將全面入侵烏克蘭描繪成蘇聯對納粹德國戰鬥的延續，是對西方威脅的必要反應，聲稱俄羅斯被迫在2022年入侵烏克蘭，主要原因是北約不斷向東擴張威脅俄羅斯的國家安全以及在2014年的「廣場革命」是在西方支援下發動的政變，目的是推翻烏克蘭親俄總統。同時將烏克蘭描述為咄咄逼人的反俄橋頭堡，強調戰場英雄主義，將現代俄羅斯軍事戰術與第二次世界大戰期間蘇聯軍隊採用的戰術進行比較。

## 1月28日

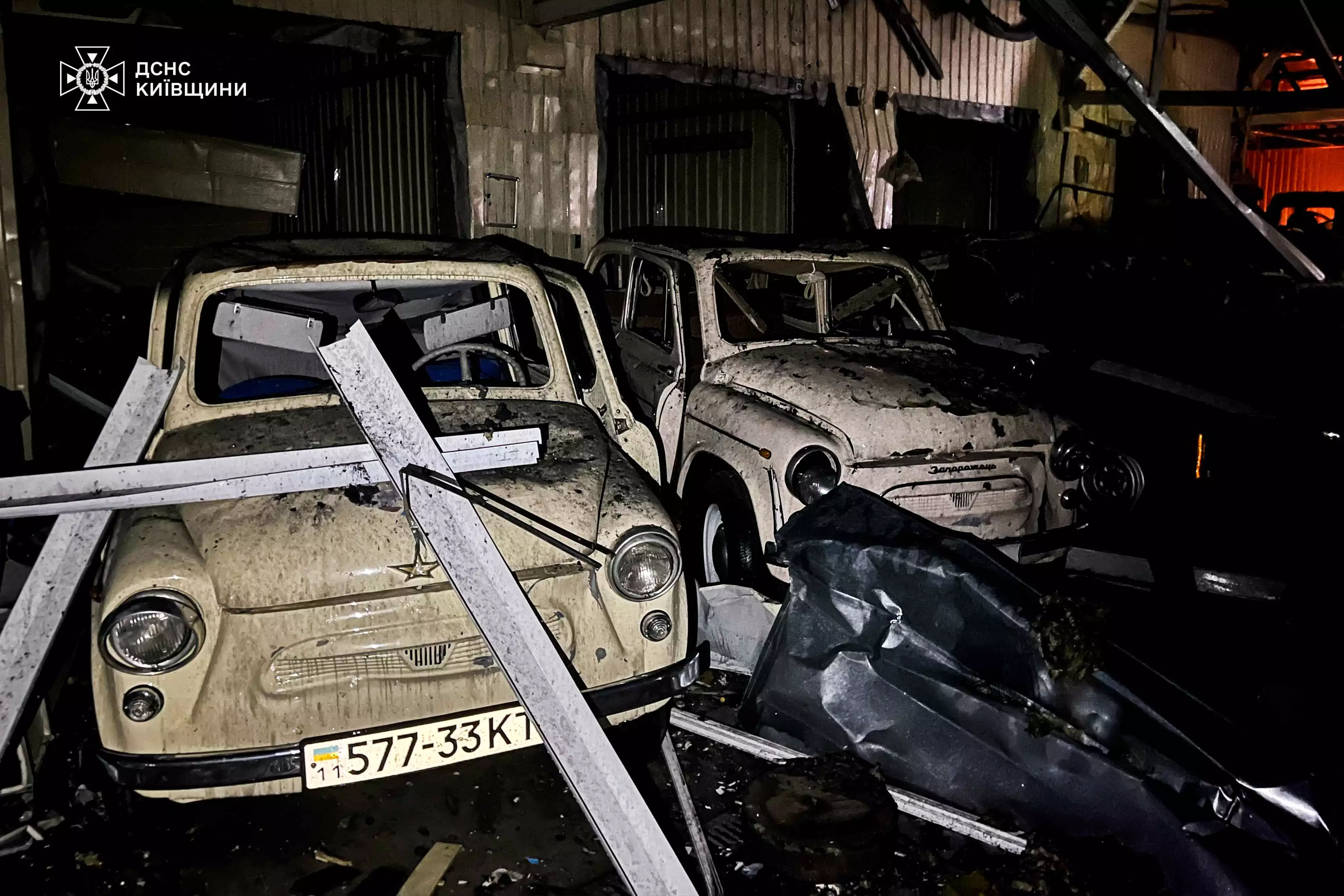
位於基輔州用於展示親俄前烏克蘭總統亞努科維奇奢靡生活的博物館「梅日希里亞官邸」在俄軍襲擊中受損

烏克蘭地方政府表示，截至28日上午9時，俄羅斯在過去24小時內襲擊赫爾松、敖德薩、蘇梅、尼古拉耶夫、第聶伯羅彼得羅夫斯克、頓涅茨克、盧甘斯克、切爾卡瑟、哈爾科夫和切爾尼戈夫等地，至少造成4名平民死亡，24名平民受傷。烏克蘭空軍表示，俄羅斯午夜至凌晨期間，對烏克蘭發動無人機襲擊，俄軍從從米列羅沃區、庫爾斯克、庫爾斯克、俄佔克里米亞、奧廖爾、濱海阿赫塔爾斯克發射100架見證者-136無人機和不明型號無人機，防空系統在基輔、基洛夫格勒、日托米爾、敖德薩、蘇梅、扎波羅熱、哈爾科夫、波爾塔瓦、第聶伯羅彼得羅夫斯克、切爾尼戈夫、赫爾松、切爾卡瑟、尼古拉耶夫、頓涅茨克等地區擊落65架無人機。另有28架無人機因電子戰措施，未能擊中目標。尼古拉耶夫州州長表示，尼古拉耶夫市一個食品工業設施被導彈擊中，至少造成2名平民死亡。敖德薩州州長表示，俄軍對敖德薩市發動無人機襲擊　至少造成4名平民受傷。
烏克蘭武裝部隊總參謀部表示，自全面入侵以來，俄羅斯在烏克蘭損失833,000名士兵，過去一天俄軍有1,380人傷亡，累計損失9,876輛戰車、20,573輛裝甲戰鬥車輛、35,269輛車輛和油箱、22,366門火砲系統、1,263套多管火箭系統、1,050套防空系統、369架飛機、331架直升機、23,399架無人機、3,053枚巡弋飛彈、28艘船隻和1艘潛艦等。哈爾科夫州州長駁斥俄羅斯國防部關於俄軍庫皮揚斯克區德沃里奇納村的說法，強調該地區的戰鬥仍在繼續。
俄羅斯國防部表示，過去一天，烏軍在特別軍事行動中損失1,330名軍人。
監測組織「DeepState」公布一項分析顯示，俄羅斯在烏克蘭的攻擊行動強度正在下降，但仍然很高，俄軍將44%的攻擊集中在烏軍在頓涅茨克州的重要後勤中心波克羅夫斯克地區。
俄羅斯總統普京表示，俄羅斯已預備好與烏克蘭和談尋求結束戰爭，但認為烏克蘭的澤連斯基在總統任期屆滿後，仍然非法留任，實際上無權簽署任何文件，認為可交由烏克蘭國會議長根據烏克蘭憲法處理，但目前看不見烏克蘭有意願解決有關法律問題。烏克蘭總統澤連斯基回應俄羅斯總統普京聲稱其任期已結束，仍然在任不合法，無權簽署任何潛在和平談判中的協議時表示，普京的說法再次證明其害怕談判，害怕強大的領導人，並正盡一切可能拖延戰爭，普京沒有追求和平，而是繼續大規模殺戮，或者尋求暫停，為使用又一次混合攻擊的全面入侵作準備。敦促全球領導人從過去的錯誤中吸取教訓，普京可能有巨大的力量來摧毀任何事，但其內心細小和懦弱，無法承受來自強大領導人的真正壓力。
烏克蘭總統澤連斯基表示，以要求政府官員就美國總統特朗普簽署行政命令暫停所有對外援助計劃90天，以審視是否符合新任政府的政策，所造成的影響提供一份報告，並將透過國家財政或盟友資金提供部份資金，以確保相關受影響計劃繼續運行。
烏克蘭外交部長西比哈在利沃夫會見到訪的西班牙外交部長阿爾巴雷斯，討論西班牙的政治支援及其在烏克蘭重建中的作用，阿爾巴雷斯重申西班牙在俄羅斯全面入侵期間支援烏克蘭，形容今年將是和平的一年，強調西班牙對確保烏克蘭主權和自由的公正和平的承諾。
俄羅斯外交部長拉夫羅夫表示，聯合國教科文組織秘書處對波羅的海國家和烏克蘭境內與俄羅斯有關的文化遺產古蹟遭到毀壞一事保持沈默，情況可恥，指出組織在宣佈將敖德薩歷史區列為世界遺產僅一周後，就對基輔政權拆除該地區的葉卡捷琳娜大帝和格里戈里·波將金元帥紀念碑的行為置若罔聞。
烏克蘭內閣駐國會代表梅爾尼丘克表示，内閣解除德米特羅·克里門科夫的國防部副部長職務。烏克蘭國防部長烏梅羅夫上周曾經表示將會解僱克里門科夫，認為他未能完全負責的國防採購任務，烏梅羅夫同時亦表示不會同意延長國防採購局負責人貝茲魯科娃的任期，引發法律爭議。烏克蘭國家反腐敗局表示，根據反腐敗行動中心的投訴，以涉嫌濫用權力為由，對烏梅羅夫展開調查，認為其不同意延長國防採購局負責人貝茲魯科娃的任期，可能涉及濫用權力。
烏克蘭國家安全局表示，瓦解一個俄羅斯特工網絡，拘捕兩名居住在波爾塔瓦州的烏克蘭公民，涉嫌俄羅斯聯邦安全局招募成為特工，收集烏克蘭戰機和軍用機場的情報，向俄羅斯提供地理位置和照片證據，協助俄羅斯調整其對烏克蘭航空設施的襲擊，兩人在一個軍用機場附近拍攝一架烏克蘭F-16戰機被抓獲。
俄羅斯外交部負責基輔政權罪行問題的無任所大使米羅什尼克表示，2024年烏軍無人機襲擊至少造成1,271人受傷，包括44名兒童，210人死亡，包括11名兒童。向俄羅斯民用設施發射至少87,885枚炮彈，平均每晝夜使用西方國家提供的武器進行240次打擊。
烏克蘭利維夫州德羅霍比奇市市長庫赫馬因干擾動員工作被罰款。庫赫馬表示將對該決定提出上訴，並計劃不支付罰款。烏克蘭在2024年春季更新法律，將多項動員責任分配給地方政府，地方當局必須確保徵兵的組織，傳召適齡服兵役人員和預備役人員到徵兵辦公室，以及進行動員訓練等職能。但庫赫馬表示，市長並沒有實際權力將相關人員帶到徵兵辦公室，認為法令要求地方政府執行動員任務，但沒有給予地方政府權力。庫赫馬最初被邀請到當地徵兵辦公室以便接受未有履行法案將相關人員帶到辦公室的罰款，但由於庫赫馬需要出席官方活動沒有前往，已經向辦公室交代的情況下，徵兵辦公室負責人仍向警方發信，要求強制將庫赫馬帶到辦公室。利維夫州的特魯斯卡維茨、斯基赫丁尼察、博里斯拉夫和梅登伊奇的市長亦因未能履行動員任務和擾亂動員活動而被罰款。
美國國務卿盧比奧發布備忘錄，放寬暫停所有對外援助90天的行政命令，將豁免涉及藥品、醫療服務、食品和住所的「核心救生項目」，但不包括的包括墮胎、計劃生育、變性人手術或其他非救生援助，相關負責機構應繼續或恢復相關工作。美國公民及移民服務局網站顯示，當局根據美國總統特朗普關於移民和邊境安全的行政命令，暫停名為「團結烏克蘭」的烏克蘭難民計劃，計劃允許烏克蘭人在美國停留長達兩年，可工作並獲得健康保險，有義務在美國尋找一名擔保人，在逗留期間為其提供經濟支援。
北約副助理秘書長阿帕圖萊表示，證實俄羅斯計劃暗殺德國武器製造商「萊茵金屬」執行長派培格，並且已經成功阻止相關計劃，並直指自俄羅斯全面入侵烏克蘭以來，俄羅斯對北約成員國的破壞行動大幅增加，包括破壞火車軌道、縱火行為、襲擊政治家財產、威脅暗殺特定行業領導人等。
美國新聞網站「Axios」引述3名消息人士消息報道，以色列將90枚儲存超過30年的愛國者防空導彈交還美國，並且由美國派軍機運往波蘭熱舒夫，在翻新後提供給烏克蘭。
俄羅斯獨立媒體「內幕」報道，估計俄羅斯在戰爭中的損失超過2萬件武器、軍事和特殊裝備，目前前線重型裝備的主要來源是蘇聯時期的庫存，新T-90M坦克的產量估計每年為250輛，亦是俄羅斯軍工綜合體能夠從頭開始生產的唯一型別的坦克，剩餘的坦克庫存很大一部分是無法维修的過時武器，俄軍已經失去一半以上的可用裝備，仍然可以向前線派遣的作戰車輛約為2千輛坦克、2千輛步兵戰車和3千輛裝甲運兵車。

## 1月29日
烏克蘭武裝部隊總參謀部表示，自全面入侵以來，俄羅斯在烏克蘭損失834,670名士兵，過去一天俄軍有1,670人傷亡，累計損失9,886輛戰車、20,597輛裝甲戰鬥車輛、35,366輛車輛和油箱、22,395門火砲系統、1,264套多管火箭系統、1,050套防空系統、369架飛機、331架直升機、23,456架無人機、3,054枚巡弋飛彈、28艘船隻和1艘潛艦等。
俄羅斯國防部表示，防空系統在過去一夜擊落104架烏克蘭無人機，包括庫爾斯克州上空擊落47架，布良斯克州27架，斯摩稜斯克州11架，特維爾州7架，別爾哥羅德州4架，下諾夫哥羅德州和卡盧加州各3架，羅斯托夫州和列寧格勒州各1架。
俄羅斯下諾夫哥羅德俄羅斯州州長表示，防空系統擊落多架無人機，攔截的無人機碎片墜落在工業設施。俄羅斯Telegram頻道報讀，下諾夫哥羅德州克斯托沃市一家煉油廠遭受重大損失，引發大火。烏克蘭傳媒「基輔獨立報」引述烏克蘭國防部情報總局消息人士報道，烏軍凌晨使用多架無人機襲擊下諾夫哥羅德州一間石油煉油廠，所有無人機擊中目標造成重大破壞。
烏克蘭傳媒「基輔獨立報」引述烏克蘭國家安全局消息人士報道，烏克蘭無人機襲擊俄羅斯特維爾州安德烈亞波爾石油泵站，令俄羅斯需要暫停向列寧格勒州烏斯季盧加碼頭供應石油的主要管道運作，另外無人機亦擊中俄軍在特維爾州的導彈倉庫。
烏克蘭數字廣播電台「Hromadske」引述烏克蘭國防部情報總局消息報道，總局網絡安全專家對俄羅斯天然氣工業股份公司發動網路攻擊，嚴重擾亂該公司的數字服務。襲擊用來紀念1918年1月29日烏克蘭人民共和國500名軍校學生和100名自由哥薩克與蘇維埃俄羅斯在基輔東北130公里處切爾尼戈夫州克魯特村發生的「克魯特戰役」。
俄羅斯國防部表示，過去一天，烏軍在特別軍事行動中損失1,275名軍人。中部集團軍部隊已經佔領頓涅茨克地區新葉利扎維蒂夫卡村。
烏克蘭總統澤連斯基在社交網站上表示，美國總統特朗普在就職後已經表明，願意向歐洲提供大量液化天然氣，歐洲不少國家選擇維護其獨立和主權，向美國購買天然氣，但斯洛伐克總理菲科不是，他選擇了俄羅斯，而不是美國和其他以商業條件為斯洛伐克提供天然氣的合作伙伴，這是菲科的錯誤。斯洛伐克外交部傳召烏克蘭駐斯洛伐克大使，對澤連斯基的言論表達強烈不滿，認為是干涉內政。另外，澤連斯基表示，指示政府在美國凍結對外援助90天期間，為能源基礎設施、退伍軍人事務和邊境檢查站等關鍵專案確定國內和歐洲的可替代資金來源。
烏克蘭總理什梅加爾表示，俄羅斯在2025年將軍事預算增加25%，凸顯烏克蘭的國際合作夥伴需要更強而有力的制裁、提供更多武器和更大援助，俄羅斯只理解武力的語言，除非作出有價值的回應，否則俄羅斯不會撤退。
烏克蘭國家安全局表示，法院已經凍結俄羅斯寡頭歐柏嘉價值約5千萬美元的資產，主要是位於尼古拉耶夫氧化鋁工廠倉庫中的近50萬噸鋁土礦和氧化鋁。
烏克蘭監控服務公司「Opendatabot」表示，在俄羅斯全面入侵烏克蘭後，烏克蘭通過法律允許沒收俄羅斯或俄羅斯公民在烏克蘭擁有的資產或財產，俄羅斯擁有或有關聯的公司被禁止重新註冊其所有權，但過去六個月內，93家公司已經消除俄羅斯所有權跡象，並繼續開展業務。
北約副助理秘書長謝凱琳斯卡表示，北約有望兌現在2024年華盛頓峰會的承諾，在2025年底前向烏克蘭提供約416億美元的安全援助。
澳洲外交部長黃英賢表示，早前傳出1名為烏克蘭作戰的澳洲志願士兵在被俘後被俄軍處決的消息，在澳洲政府調查和傳召俄羅斯大使後，收到俄羅斯方面回覆，該名澳洲志願士兵仍然存活並被拘留。
羅馬尼亞總統候選人極右翼親俄政治家喬治斯庫表示，烏克蘭是一個虛構國家，其領土的最終被分割是不可避免，在俄烏戰爭後烏克蘭將重新劃定邊境，表明羅馬尼亞可能會奪得烏克蘭的一些領土。喬治斯庫在2024年11月的第一輪總統投票中領先，但其後憲法法院以選舉遭俄羅斯干涉和抖音上的混合運動為由，判決選舉無效。

## 1月30日
烏克蘭地方政府表示，截至30日上午9時，俄羅斯在過去24小時內襲擊赫爾松、敖德薩、蘇梅、尼古拉耶夫、第聶伯羅彼得羅夫斯克、頓涅茨克、盧甘斯克、切爾卡瑟、哈爾科夫和切爾尼戈夫等地，至少造成8名平民死亡，26名平民受傷，包括1名兒童和3名醫務人員。 烏克蘭空軍表示，俄羅斯午夜至凌晨期間，對烏克蘭發動無人機襲擊，俄軍從從米列羅沃區、庫爾斯克、庫爾斯克、奧廖爾、濱海阿赫塔爾斯克發射81架見證者-136無人機和不明型號無人機，防空系統在基輔、基洛夫格勒、日托米爾、敖德薩、蘇梅、赫梅利尼茨基、波爾塔瓦、第聶伯羅彼得羅夫斯克、切爾卡瑟、赫爾松等地區擊落37架無人機。另有39架無人機因電子戰措施，未能擊中目標。烏克蘭蘇梅州州長表示，俄軍1架無人機擊中蘇梅市一棟住宅樓，至少造成10名平民死亡，包括1名18歲青少年，13名平民受傷，包括1名兒童。頓涅茨克州州長表示，俄軍襲擊頓涅茨克州的克拉馬託爾斯克市，至少造成13名平民受傷，包括2名兒童。頓涅茨克州檢察官辦公室表示，俄軍無人機擊中波克羅夫斯克一架疏散平民車輛，至少造成3名平民受傷，包括1名在烏克蘭工作的英國志願者。
烏克蘭武裝部隊總參謀部表示，自全面入侵以來，俄羅斯在烏克蘭損失835,940名士兵，過去一天俄軍有1,270人傷亡，累計損失9,890輛戰車、20,614輛裝甲戰鬥車輛、35,451輛車輛和油箱、22,412門火砲系統、1,264套多管火箭系統、1,050套防空系統、369架飛機、331架直升機、23,510架無人機、3,054枚巡弋飛彈、28艘船隻和1艘潛艦等。
俄羅斯國防部表示，過去一天，烏軍在特別軍事行動中損失1,275名軍人。
烏克蘭國家安全局表示，已經確認需要為2024年5月25日對哈爾科夫一家大賣場的致命襲擊負責的4名俄羅斯將軍和1名上校，襲擊造成19名平民死亡，安全局缺席指控包括俄羅斯北部集團軍指揮官亞歷山大·拉平上校下令發動襲擊，其參謀長瓦萊裡·索洛楚克中將策劃襲擊，俄羅斯空軍第6軍司令奧列格·馬科維茨基中將，參謀長尤裡·波多普洛夫少將和第47轟炸機航空團指揮官阿列克謝·洛博達上校的5名軍官違反戰爭法律和慣例，造成生命損失。
烏克蘭副總理兼司法部長斯特凡尼希納表示，國防部必須在2月底前解決與國防採購局和州後勤運營商有關的所有問題，形容這種咄咄逼人的公共溝通在烏克蘭境內外都無益。烏克蘭國防採購局表示，已重新將獲監事會延長任期的貝茲魯科娃名字登記在國有企業登記冊。烏克蘭國防部長烏梅羅夫早前宣佈推翻監事會延長任期的決定，並任命州後勤運營商阿爾森·朱馬迪洛夫。監事會質疑烏梅羅夫相關決定不符合法律和組織章程，其後貝茲魯科娃的名字在國有企業登記冊被刪除。監事會表明，貝茲魯科娃將繼續出任烏克蘭國防採購局局長。
烏克蘭傳媒「基輔獨立報」執行長謝夫琴科表示，由於美國總統特朗普下令凍結對外援助90天，以審視是否符合美國新政府利益，導致烏克蘭獨立地方媒體資金被削減，基輔獨立報發起籌款活動，以支援3間烏克蘭獨立地方媒體。
美國國務卿盧比奧表示，譴責俄羅斯對烏克蘭的侵略，形容俄羅斯總統普京在入侵烏克蘭時實施暴行和可怕的事情，但存在的不誠實情況是美國以某種方式讓人們相信，烏克蘭不僅能夠擊敗俄羅斯，而且能夠摧毀普京，將其推回2012年或2014年俄羅斯人佔領克里米亞之前的世界。
瑞典國防大臣榮松表示，瑞典將向烏克蘭提供價值超過12億美元的軍事援助計劃，包括16艘帶武器的CB90戰鬥艇、100萬發12.7毫米彈藥、146輛卡車、1千5百枚TOW反坦克導彈以及200枚AT4反坦克發射器。
自由歐洲電臺/自由電臺公布調查表示，在2022年歐盟和美國實施制裁後，中國成為俄羅斯生產包括核武器在內的武器所需的化學物質的鎵、鍺和鍶的唯一供應商，向俄羅斯出口相關金屬的近20家中國公司中三分之一是國有企業。

## 1月31日
烏克蘭敖德薩州州長表示，俄軍晚上8時左右從黑海向敖德薩市歷史城區發動導彈襲擊，至少造成7名平民受傷。
烏克蘭武裝部隊總參謀部表示，自全面入侵以來，俄羅斯在烏克蘭損失837,610名士兵，過去一天俄軍有1,670人傷亡，累計損失9,893輛戰車、20,631輛裝甲戰鬥車輛、35,552輛車輛和油箱、22,445門火砲系統、1,265套多管火箭系統、1,050套防空系統、369架飛機、331架直升機、23,573架無人機、3,054枚巡弋飛彈、28艘船隻和1艘潛艦等。總參謀部表示，烏克蘭導彈和炮兵部隊襲擊俄羅斯庫爾斯克市軍隊指揮所。烏克蘭特種作戰部隊發言人表示，北韓軍隊已經有約三週沒有出現在與烏克蘭作戰的庫爾斯克地區。
俄羅斯國防部表示，防空系統過去一夜擊落49架烏克蘭無人機，包括在羅斯托夫州擊落25架，伏爾加格勒州擊落8架，庫爾斯克州擊落6架無人機，雅羅斯拉夫州擊落4架，克拉斯諾達爾邊疆區、沃羅涅日和別爾哥羅德州各2架。
俄羅斯伏爾加格勒州州長表示，烏克蘭無人機過去一夜襲擊俄羅斯最大石油生產公司「盧克石油」擁有的煉油廠，一架被擊落的無人機殘骸墜落在煉油廠，引發大火。烏克蘭武裝部隊總參謀部表示，在無人系統部隊和烏克蘭國防部情報總局的聯合行動中，烏克蘭無人機襲擊俄羅斯最大石油生產公司「盧克石油」擁有的煉油廠，認為該公司參與向俄羅斯佔領軍提供物資。
俄羅斯國防部表示，中部集團軍部隊已經佔領頓涅茨克地區新瓦西里耶夫卡村。過去一周俄軍對烏克蘭軍工企業和能源設施進行7次集群打擊，攔截2枚法製鐵錘制導炸彈、31枚美製海瑪斯火箭彈，擊落592架無人機。
烏克蘭國家安全局表示，就早前烏克蘭傳媒聲稱引述消息人士透露國防部情報總局局長布達洛夫在烏克蘭國會閉門會議期間表示，除非在今年夏季開始舉行談判，否則烏克蘭將面臨嚴重問題的相關報道，展開刑事調查，認為有人涉嫌披露國家機密。
烏克蘭國防採購局局長貝茲魯科娃在社交平台發文，呼籲總統澤連斯基防止機構的毀滅，形容早前烏克蘭國防部長烏梅羅夫推翻監事會延長貝茲魯科娃任期的命令，所引發的法律爭議。本質不僅僅是試圖解僱貝茲魯科娃，而是違反所有可能的法律和烏克蘭的國際義務，實際摧毀該機構，進一步的延誤威脅到對烏克蘭武裝部隊至關重要的供應，並破壞捐助者和合作夥伴的信任。數小時後，國防部宣佈，國防採購局負責人貝茲魯科娃因未能滿足交付計劃、採購計劃不善和延誤、與總參謀部缺乏及時溝通以及機密資訊洩露而被正式解僱。
烏克蘭國防部長烏梅羅夫表示，荷蘭將於2025年向烏克蘭提供另一批F-16戰機。烏克蘭國防部表示，烏克蘭自行研製的「Hromylo」無人機已獲批准用於軍事用途，能夠配備攜帶有效載荷的武器，瞄準人員、裝置和現場庇護所，並能抵抗電子戰。烏克蘭無人系統部隊表示，已經向前線烏克蘭士兵提供一款遠端無人機，能夠飛行2千公里，並攜帶250公斤的空中炸彈。
美國總統特朗普表示，其團隊已經與俄羅斯就在烏克蘭的戰爭進行非常嚴肅的討論，他和俄羅斯總統普京可以很快採取重大措施來結束衝突。
斯洛伐克內政部長埃斯托克表示，禁止10人進入斯洛伐克，包括烏克蘭軍隊喬治亞軍團指揮官馬穆拉什維利，涉嫌與政變陰謀有關。
芬蘭國防部表示，政府已批准向烏克蘭提供價值2.06億美元的第27個軍事援助計劃。